# Grób Nieznanego Żołnierza w Warszawie

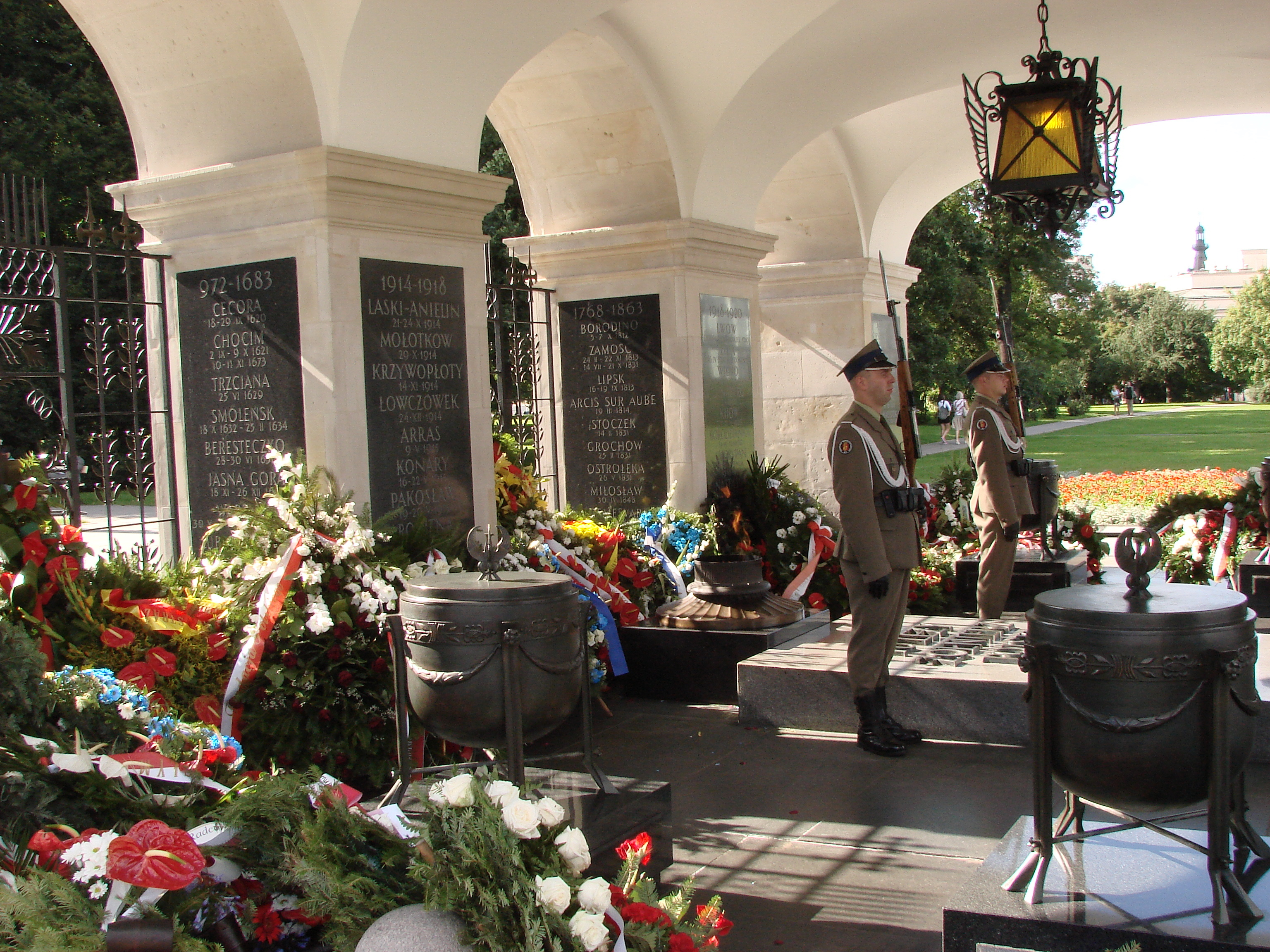
Żołnierze na warcie przed Grobem Nieznanego Żołnierza

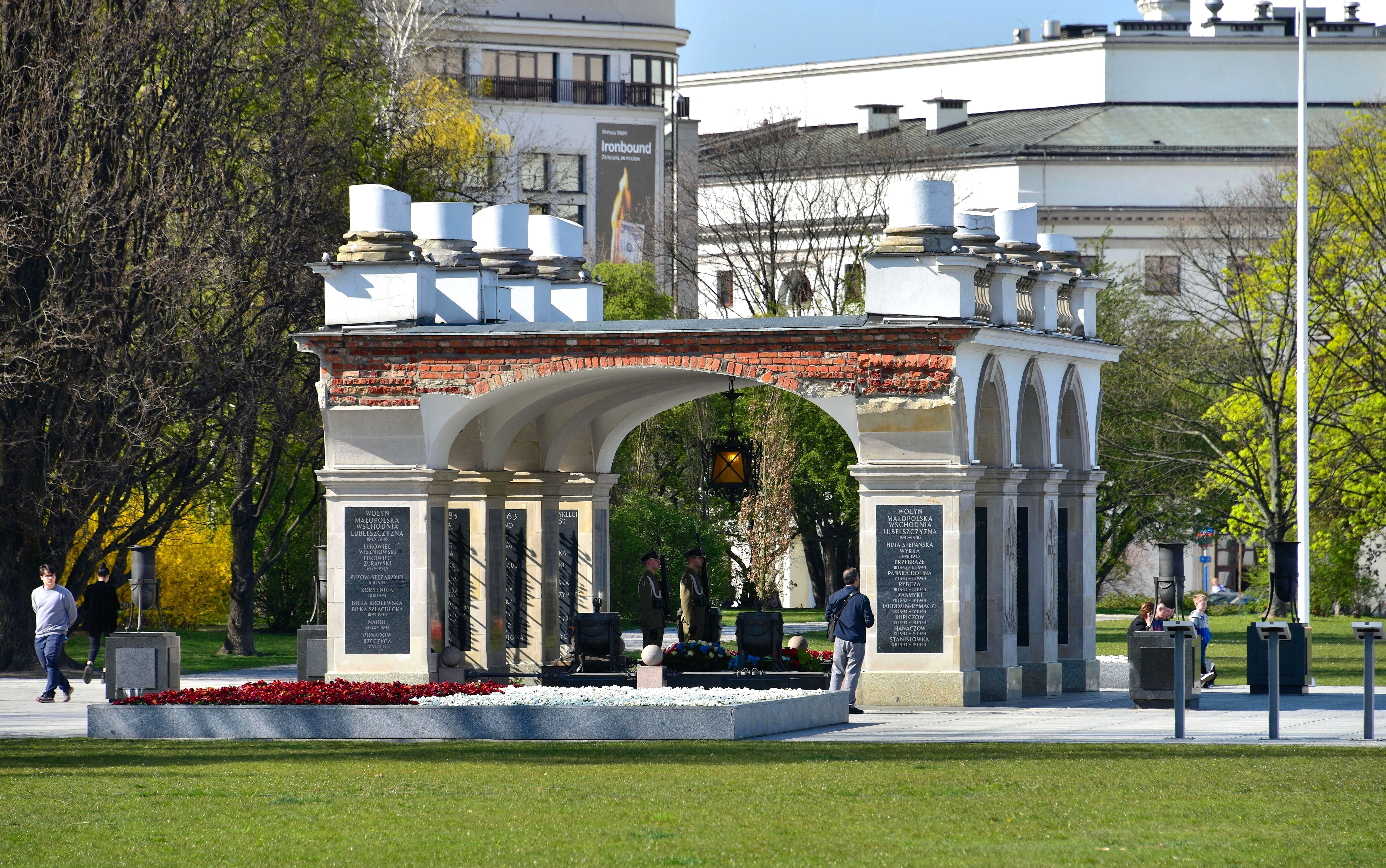
Upamiętnienie od strony południowej. Widoczne cegły przypominają, że Grób był dawniej częścią większej budowli

Grób Nieznanego Żołnierza w Warszawie – grób nieznanego żołnierza w Warszawie, na pl. marsz. Józefa Piłsudskiego; ideą warszawskiego grobu nieznanego żołnierza jest uczczenie pamięci poległych w walce o niepodległość.
Pomysł oddania hołdu poległym w walkach nieznanym żołnierzom narodził się bezpośrednio po I wojnie światowej we Francji. Pierwszy na świecie Grób Nieznanego Żołnierza powstał w Paryżu w 1920. Upamiętnia on 1500 tys. żołnierzy poległych w latach 1914–1918. Równolegle z Francją utworzono miejsca hołdu bezimiennym żołnierzom w Wielkiej Brytanii.
W Polsce pierwsze inicjatywy stworzenia miejsca upamiętniającego poległych nieznanych żołnierzy pojawiły się w 1921 roku. Jako pierwszy powstał pomnik-płyta Nieznanego Żołnierza w Łodzi (odsłonięcie 22 marca 1925 roku).
Warszawski Grób Nieznanego Żołnierza został odsłonięty 2 listopada 1925 roku w środkowych arkadach kolumnady pałacu Saskiego. W tym dniu złożono do niego szczątki niezidentyfikowanego żołnierza, sprowadzone podczas specjalnej ceremonii z cmentarza Obrońców Lwowa. Twórcą grobu był artysta rzeźbiarz Stanisław Kazimierz Ostrowski.
Pod koniec II wojny światowej grób uległ poważnemu uszkodzeniu w wyniku wysadzenia przez Niemców w powietrze. Już w 1946 został odbudowany i ponownie odsłonięty. Obecnie stanowi trójarkadowy fragment ocalałej kolumnady pałacu Saskiego. W latach 1990–1991 wystrój grobu częściowo zmieniono.
Przy Grobie Nieznanego Żołnierza w Warszawie płonie wieczny znicz i służbę pełni warta honorowa z Pułku Reprezentacyjnego Wojska Polskiego, a w święta państwowe odbywa się jej uroczysta zmiana z udziałem najwyższych władz państwa.
Wybrany w październiku 2023 w międzynarodowym konkursie projekt odbudowy zachodniej pierzei placu Piłsudskiego (m.in. pałacu Saskiego) zakłada odtworzenie kolumnady wokół grobu i subtelne wyodrębnienie oryginalnych arkad, żeby odróżniały się od części odbudowanych.

## Geneza idei Grobu Nieznanego Żołnierza w Warszawie
Idea uczczenia żołnierzy poległych na polu bitwy narodziła się we Francji po I wojnie światowej. Inicjatorem powstania pierwszego grobu nieznanego żołnierza był Francuz – Fryderyk Simon, który podczas wojny stracił trzech synów.
Przykład francuski stał się impulsem dla powstania podobnej patriotycznej ambicji w prawie każdym narodzie. W Polsce pierwsze zabiegi mające na celu wybudowanie pomnika-grobu podjęto już w 1921 roku. Po roku 1921 miało miejsce wiele inicjatyw, ale faktyczne odsłonięcie warszawskiego Grobu Nieznanego Żołnierza nastąpiło dopiero w 1925 roku.

### Projekt Komitetu Uczczenia Poległych 1914–1921
W Warszawie w czerwcu 1921 powstał Komitet Uczczenia Poległych 1914–1921, któremu przewodniczył prezes Rady Miejskiej Ignacy Baliński. W wyniku prac tego Komitetu, za aprobatą kardynała Aleksandra Kakowskiego, postanowiono zbudować pomnik-kapliczkę w katedrze św. Jana, według projektu Stefana Szyllera. W ciągu dwóch lat powstał szkielet pomnika, ale brakowało funduszy na wykonanie złoceń i srebrzeń oraz na ostateczny jego montaż. Projekt, jak i same prace Komitetu, nie wzbudzały uznania opinii publicznej. Społeczeństwo oczekiwało pomnika monumentalnego – godnie honorującego odzyskanie niepodległości, okupionej setkami tysięcy ofiar. Skromna, utrzymana w charakterze przydrożnej, kapliczka nie spełniała społecznych oczekiwań.
Projekt przedstawiał się następująco:

Na piedestale wznosił się słup z czerwonego polerowanego granitu zwieńczony kapitelem z brązu, na którym umieszczona była szklana szkatułka oprawiona w srebro, zawierająca ziemię z pobojowisk. Na słupie wyryto napis:
W wiecznej pamięci 600 000 bohaterskich Synów Polski poległych za Ojczyznę na ziemiach Polski, Francji, Belgii, Niemiec, Austrii, Włoch w wojnie światowej w latach 1914 do 1920/21
Szkatułka umieszczona była za szybą kapliczki wykutej z żelaza. Na piedestale przewidziano napis:
Ziemia zbroczona krwią polską, zebrana na polach bitew. Ich śmierć dała Polsce Zjednoczenie i Niepodległość. Wieczny odpoczynek racz im dać Panie, a naród polski niechaj czci ich pamięć
W warstwie symbolicznej projekt realizował schemat narodowo-religijny, w którym emblematy narodowe przeplatały się z wizerunkami Najświętszej Marii Panny i patronów Polski.

Brak akceptacji dla tego projektu potwierdził fakt, iż nie zebrano brakującej do wykończenia kwoty – 3 tysięcy ówczesnych złotych polskich. Bezskuteczne były apele do zazwyczaj hojnego społeczeństwa.

### Projekt Polskiego Żałobnego Krzyża
W tym samym czasie stowarzyszenie Polski Żałobny Krzyż oraz grupa wysokich rangą oficerów z generałem Juliuszem Malczewskim na czele prowadzili działania nad innym projektem. Gen. Malczewski przeznaczył na cel projektu sporą na ówczesne czasy kwotę. Za te pieniądze miał być wzniesiony pomnik na placu, obok Parku Skaryszewskiego. W rezultacie różnorakich działań zgromadzono 117 779 tys. marek polskich z samych tylko składek społecznych. Kampanię popierającą prowadziła redakcja dziennika Polska Zbrojna, która otrzymała od czytelników dalsze 11 mln marek polskich.
Inicjatywa o takim rozmiarze spotkała się z zainteresowaniem ze strony ówczesnego Ministerstwa Wyznań Religijnych i Oświecenia Publicznego, Polskiego Białego Krzyża i Kurii Biskupiej. Kwestia uczczenia pozostawała poza sporem, otwarta była natomiast sprawa formy, w jakiej ma ono zostać zrealizowane. Trzy zgrupowane instytucje proponowały przejściowo usypanie olbrzymiego kopca na gruzach fortów Cytadeli nad Wisłą, pomiędzy mostem kolejowym i Bramą Straceń.

### Inicjatywa prezydenta Rzeczypospolitej Stanisława Wojciechowskiego
Na polecenie prezydenta Rzeczypospolitej Polskiej Stanisława Wojciechowskiego kierownik Ministerstwa Spraw Wojskowych gen. broni Stanisław Szeptycki rozkazem nr 191 powołał 30 listopada 1923 roku Tymczasowy Komitet Organizacyjny Budowy Pomnika Nieznanego Żołnierza. W skład Komitetu weszli:
- gen. broni Tadeusz Rozwadowski – przewodniczący Komitetu
- gen. dyw. Lucjan Żeligowski – zastępca przewodniczącego
- gen. broni Józef Haller
- gen. dyw. Władysław Sikorski
- gen. dyw. Kazimierz Sosnkowski
- gen. dyw. Edward Rydz-Śmigły
- gen. dyw. Kazimierz Raszewski
- gen. dyw. Franciszek Latinik
- gen. bryg. Juliusz Malczewski
- gen. bryg. Daniel Konarzewski
- płk Bronisław Gembarzewski
- bp polowy Stanisław Gall

Na pierwszym posiedzeniu Komitetu, w dniu 7 grudnia 1923 roku, utworzono trzy grupy robocze: propagandowo-prasową, finansową i artystyczną. Komitet miał przygotować zarys realizacji pomnika, a ostateczną decyzję podjąć miał Prezydent Rzeczypospolitej Polskiej. Działalność w 1923 zaowocowała rozpoczęciem wśród obywateli Polski akcji mającej na celu zebranie środków na jego realizację. Apelowano o dobrowolne opodatkowanie się – 1% z pensji – na rzecz pomnika; rząd nie był w stanie pokryć z budżetu państwa kosztów związanych z budową.
W 1924 roku wbrew oczekiwaniom na szybkie tempo załatwienia sprawy Grobu Nieznanego Żołnierza nie nastąpiły żadne działania ze strony Komitetu. Na temat grobu milczały nawet gazety.

### Inicjatywa anonimowego fundatora
Nieoczekiwanie i w sposób zaskakujący dla wszystkich rankiem 2 grudnia 1924 pod pomnik ks. Józefa Poniatowskiego (stojący wówczas na placu Saskim) zajechała ciężarówka, z której zniesiono płytę z piaskowca i złożono przed cokołem pomnika.
Wykonana przez zakład kamieniarsko-rzeźbiarski Romana Lubowskiego płyta miała wymiary 1 × 2,5 metra i grubość 15 cm. Na płycie wyryty był krzyż, a poniżej niego słowa Nieznanemu Żołnierzowi, poległemu za Ojczyznę.
Nieznany pozostawał fundator płyty. Prasa spekulowała i była pełna domysłów. Złożenie płyty przypisywano mylnie Ignacemu Paderewskiemu. W ówczesnej prasie pojawiały się nawet żartobliwe wierszyki poświęcone złożonej przez tajemniczego donatora płycie, takie jak Ofiarodawca nieznanego autora:

Warszawa, a z nią cała Polska pyta –

 – skąd się wzięła kamienna u stóp płyta

Któż na grób Nieznanego złożył ją Żołnierza

Ten siak, a ten znów owak rzecz drugiemu zwierza

[...]

Aby zbudzić niewdzięczne wasze serce

i by Żołnierz Nieznany, dotąd w poniewierce

miał wreszcie grób, na który czeka już lat cztery

przynoszę wam ten kamień z dna rzeki Elstery!

Tajemnicę odkryto dopiero cztery lata później. Wyszło wtedy na jaw, że płytę ufundowało Zjednoczenie Polskich Stowarzyszeń Rzeczypospolitej. W 1925 roku podobna inicjatywa złożenia płyty Nieznanemu Żołnierzowi miała miejsce w 22 miastach Polski. Już po wybudowaniu Grobu Nieznanego Żołnierza w Warszawie płyty te przeniesiono na cmentarze albo złożono w Muzeum Wojska Polskiego. Płyty do dziś znajdują się w Bydgoszczy, Chełmnie, Krakowie, Lublinie i w Łodzi.

### Zakończenie prac Komitetu Organizacyjnego Budowy Pomnika Nieznanego Żołnierza
Złożenie płyty w Warszawie zmobilizowało Komitet do działania. 23 grudnia 1924 zebrał się on z inicjatywy ówczesnego ministra spraw wojskowych gen. dyw. Władysława Sikorskiego. Zebraniu przewodniczył nowy przewodniczący – gen. broni Józef Haller. Skład Komitetu uległ istotnemu poszerzeniu. Weszli do niego:
- Adolf Szyszko-Bohusz – ówczesny rektor Akademii Sztuk Pięknych w Krakowie
- Marian Lalewicz – profesor Politechniki Warszawskiej, architekt
- Stanisław Noakowski – profesor Politechniki Warszawskiej, architekt
- Stefan Szyller – architekt i konserwator zabytków
- T. Wiśniowski – konserwator zabytków miasta stołecznego Warszawy
- Edward Wittig – artysta rzeźbiarz
- Stefan Żeromski – pisarz
- Adam Grzymała-Siedlecki – pisarz

Dyskutowano następujące lokalizacje: na osi al. 3 Maja, u wylotu mostu Poniatowskiego, u stóp figurki Najświętszej Marii Panny Passawskiej na Krakowskim Przedmieściu, na Forcie Legionów przy ul. Sanguszki, róg Zakroczymskiej czy na stokach Cytadeli.
Ostatecznie jednak sprawę przesądziło złożenie płyty na pl. Saskim i zadecydowano zgodnie, że Grób Nieznanego Żołnierza w Warszawie zostanie wzniesiony na pl. Saskim. Wybór poparli prezydent Stanisław Wojciechowski oraz władze wojskowe i rządowe.
Zamierzano rozpisać konkurs na rozwiązanie architektoniczne pl. Saskiego z lokalizacją Grobu Nieznanego Żołnierza. W konkursie przewidziano nagrody, na które 19 tys. zł miał przeznaczyć także warszawski magistrat: za miejsca od I do V, odpowiednio od 6 do 2 tys. zł oraz trzy dodatkowe wyróżnienia po 1,5 tys. zł. Termin złożenia prac konkursowych upływał 3 maja 1925. Komitet jednak zwlekał z jego ogłoszeniem, bowiem na posiedzeniu w dniu 29 stycznia 1925 nadal nie było informacji na temat możliwości pokrycia kosztów budowy pomnika.
Rada Ministrów na posiedzeniu w dniu 25 stycznia 1925 na wniosek ministra spraw wojskowych gen. broni Władysława Sikorskiego uchwaliła, że Grób Nieznanego Żołnierza zostanie zlokalizowany w kolumnadzie pałacu Saskiego i konkurs nie został ogłoszony.
Było wiele projektów architektonicznych dotyczących zagospodarowania pl. Saskiego, które wywołały burzliwą dyskusję. Ostatecznie Rada Ministrów przesądziła o wyborze twórcy pomnika, którym został artysta rzeźbiarz Stanisław Ostrowski.

## Budowa Grobu Nieznanego Żołnierza

### Prace projektowe
Pierwsze próby projektowe Stanisław Ostrowski przeprowadził 14 marca 1925 bezpośrednio pod arkadami pałacu Saskiego. Polegały one na ustawieniu modeli fragmentów pomnika w naturalnej wielkości. W próbie tej uczestniczyli przedstawiciele Ministerstwa Spraw Wojskowych, Ministerstwa Wyznań Religijnych i Oświecenia Publicznego oraz władz Warszawy. Obecni na miejscu przekonali się co do trafności pomysłu i harmonijnego komponowania się projektowanych elementów w trzech środkowych arkadach kolumnady.
Projekt przewidywał, że środkowa część mieścić będzie płytę nagrobną wykonaną z szarego polskiego kamienia, a miejsce obok niej było przeznaczone na wieńce i wiązanki. Ściany boczne kolumnady miały zostać pokryte freskami przedstawiającymi sztandary przedrozbiorowe i z okresu I wojny światowej. Otwory arkadowe od strony Ogrodu Saskiego miały zostać zamknięte ozdobnymi kratami. Przed pomnikiem, od strony placu Saskiego, stanąć miały brązowe urny oraz znicze w formie trójnogów.
Finalne przyjęcie projektu nastąpiło 14 maja 1925 roku podczas zebrania zwołanego przez Ministerstwo Wyznań Religijnych i Oświecenia Publicznego, a 22 maja na spotkaniu z prasą gen. Władysław Sikorski poinformował o stanie zaawansowania robót oraz ustaleniach związanych z ceremoniałem złożenia do grobu zwłok nieznanego żołnierza.
Wcześniej planowano, aby ceremonia złożenia bezimiennego żołnierza do grobu odbyła się 3 maja 1925 roku, następnie przesunięto jej moment na 15 sierpnia. Terminy te jednak okazały się nierealne i ostatecznie ustalono termin – 2 listopada 1925 roku.

### Wykonanie pomnika
Trzonem Grobu Nieznanego Żołnierza były trzy środkowe arkady kolumnady pałacu Saskiego. Środkowa była przeznaczona na głęboki na 1,5 m grobowiec. Wnętrze grobowca zostało wyłożone stalowym pancerzem zamykanym stalową płytą z napisem:

Dnia 2 XI 1925 roku zostały złożone w tem miejscu zwłoki nieznanego żołnierza polskiego

przeniesione z wybranego losem pobojowiska lwowskiego

Na trumnie zaś umieszczono napis:

Trumna ta zawiera zwłoki Nieznanego Żołnierza polskiego

wzięte z mogiły lwowskiej dnia 29 X 1925 roku

Otoczenie grobowca wyłożono czarnym, wypolerowanym granitem, z którym kontrastowała matowa płyta nagrobna. Miało to na celu skoncentrowanie całej uwagi na płycie, gdzie wyryto słowa:

TU LEŻY ŻOŁNIERZ POLSKI POLEGŁY ZA OJCZYZNĘ

U wezgłowia został zamocowany znicz wykonany w stylu klasycystycznym. Miał on formę dwóch czarnych, smukłych aniołów, których złote skrzydła trzymały czaszę znicza.
Na sklepieniu ponad płytą grobową znajdował się fresk z wieńcem laurowym i dekorującymi go wstążkami. Pod sklepieniem arkad, po obu stronach płyty, zawieszono dwa metalowe lampiony. Środkową część przestrzeni arkad przeznaczonej na grobowiec oddzielały od reszty granitowe słupki zwieńczone kulami i połączone żeliwnymi prętami. Skrajne ściany ujmujące arkady zdobione były płaskorzeźbami panopliowymi przedstawiającymi sztandary otoczone husarskimi skrzydłami.
Elewację przednią stanowiły trzy arkady, w których osadzono kamienne tablice z płaskorzeźbami mieczy ujętych w stylizowane skrzydła husarskie (takie same płaskorzeźby znajdowały się od strony Ogrodu Saskiego). Miejsce przed tymi filarami było przeznaczone dla warty honorowej. Dwa kolejne filary były tłem dla monumentalnych, wykonanych z brązu, klasycystycznych urn ustawionych na marmurowych blokach. W święta państwowe urny płonęły wielkim gazowym płomieniem.
Trzy tylne arkady były przesłonięte ozdobnymi kratami wkutymi w filary. Krata środkowa zwieńczona była orłem stylizowanym na noszonego przez żołnierzy na czapkach. Orzeł był srebrny ze złotą koroną na głowie i szponami zaciśniętymi na tarczy. Krata po prawej stronie miała centralnie umieszczony Krzyż Walecznych, krata po lewej – Krzyż Virtuti Militari. Od krzyży odchodziły wiązki złotych promieni.
Na czterech filarach, od strony grobowca zamieszczono cztery czarne, granitowe tablice z wyrytymi polami bitew. Treść tablic została ustalona przez Biuro Historyczne Ministerstwa Spraw wojskowych i zatwierdzona 20 czerwca 1925. Początkowo uwzględniono cztery okresy: 972–1683, 1768–1863, 1914–1920 i 1918–1920, w ostatecznej jednak wersji postanowiono zamieścić tylko ostatnie dwa okresy, z przeznaczeniem dwóch tablic na każdy okres. Pod tablicami znajdowały się niewielkie znicze na kamiennych, kwadratowych płytach przypominające formą znicz główny. Znicze pod tablicami były zapalane w dniu rocznicy danej bitwy.

#### Tablice na Grobie Nieznanego Żołnierza przed II wojną światową
| 1914–1918 - Laski-Anielin 21-24 X 1914 - Mołotków 29 X 1914 - Krzywopłoty 14 XI 1914 - Łowczówek 24 XII 1914 - Arras 9 V 1915 - Konary 16-22 V 1915 - Pakosław 19-20 V 1915 - Rokitna 13 VI 1915 - Tarłów 30 VI-2 VII 1915 - Kosciuchnówka 4 XI 1915 i 4-6 VII 1916 | 1918–1920 - Lwów listopad 1918-marzec 1919 - Lida 16 IV 1919-28 IX 1920 - Wilno 19 IV 1919-9 X 1920 - Dyneburg 3 I 1920 - Kijów 7 V-11 VI 1920 - Borodzianka 11-13 VI 1920 - Chorupań k. Dubna 19 VII 1920 - Nastasów pod Tarnopolem 31 VII-6 VIII 1920 - Radzymin-Ossów 13-15 VIII 1920                                  |
| 1914–1918 - Krechowce 24 VII 1917 - Bobrujsk 2 II-11 III 1918 - Kaniów 11 V 1918 - Murmań 1918 - Syberia 1918–1920 - Kubań-Odessa 1918–1919 - St. Hilaire le Gd koło Reims 5 VII 1918                                                                               | 1918–1920 - Borkowo pod Nasielskiem 14-15 VIII 1920 - Sarnowa Góra pod Ciechanowem 16-20 VIII 1920 - Przasnysz 21-22 VIII 1920 - Komarów-Hrubieszów 30 VIII-1 IX 1920 - Kobryń 14-15 IX 1920 - Dytiatyń 16 IX 1920 - Brzostowica Wielka 20 IX 1920 - Grodno-Obuchowo 20-25 IX 1920 - Krwawy Bór k. Papierni 27-28 IX 1920 |

#### Wybór miejsca ekshumacji bezimiennych zwłok
Równolegle ze sprawą budowy Grobu Nieznanego Żołnierza została rozstrzygnięta kwestia wyboru pobojowiska, z którego będą pochodziły zwłoki bezimiennego żołnierza, oprawy towarzyszącej ekshumacji i ceremonialnemu przeniesieniu zwłok do Warszawy.
4 kwietnia 1925 roku w Ministerstwie Spraw Wojskowych w Warszawie przygotowano losowanie pobojowiska. Wybór pobojowisk do losowania został dokonany przez Biuro Historyczne Ministerstwa Spraw Wojskowych, kierowane przez gen. Mariana Kukiela. Pola bitew musiały spełniać określone kryteria. W grę wchodziły tylko pola, gdzie wystąpiła wielka liczba poległych na ograniczonej przestrzeni, walka tam stoczona musiała być zaszczytna dla całości walczącego wojska, a wyeliminowane były pobojowiska leżące na terenie ówczesnego wroga.
Po uwzględnieniu tych warunków wybrano następujące pola bitew:
1. Pobojowisko Lwowa łącznie z pobojowiskami nad Wereszycą – listopad 1918–1919
2. Pobojowisko Chorupań – lipiec 1920
3. Pobojowisko Wólka Radzymińska – 13-15 sierpnia 1920
4. Pobojowisko Borkowo pod Nasielskiem – 14-16 sierpnia 1920
5. Pobojowisko Sarnowa Góra – 16-18 sierpnia 1920
6. Pobojowisko Krwawy Bór – 27 września 1920
7. Pobojowiska w Lidzie – kwiecień 1919, lipiec 1920, wrzesień 1920
8. Pobojowiska Chodaczków Wielki i Nastasów – 30 lipca – 6 sierpnia 1920
9. Pobojowisko Brzostowica Wielka – wrzesień 1920
10. Pobojowisko Przasnysz – sierpień 1920
11. Pobojowisko Obuchowo pod Grodnem – 25-26 września 1920
12. Pobojowisko Komarów – 31 sierpnia 1920
13. Pobojowisko Hrubieszów – 31 sierpnia i wrzesień 1920
14. Pobojowisko Kobryń – wrzesień 1920
15. Pobojowisko Dytiatyń – 16 września 1920

Losowanie pobojowiska miało charakter nadzwyczaj uroczysty. Szef Sztabu Wojska Polskiego gen. Stanisław Haller poprosił najmłodszego na sali kawalera orderu Virtuti Militari o dokonanie aktu losowania. Okazał się nim ogniomistrz Józef Buczkowski z 14 Pułku Artylerii Polowej. Ogniomistrz Buczkowski wyciągnął kartkę i wybór padł na Lwów.

## Transport zwłok bezimiennego żołnierza do Warszawy
Pod przewodnictwem Ministra Spraw Wojskowych ustalono, że bezimienny żołnierz zostanie ekshumowany z Cmentarza Orląt we Lwowie, gdzie przeniesiono ciała 275 bezimiennych bohaterów poległych na polu chwały. Czynności ekshumacyjnych podjął się bezinteresownie zakład pogrzebowy Piotra Łopackiego z Warszawy, który dostarczył do Lwowa trzy trumny, w których miały być transportowane zwłoki żołnierza. Nad całością transportu czuwał 40 Pułk Piechoty „Dzieci Lwowskich”.

### Ekshumacja zwłok bezimiennego żołnierza

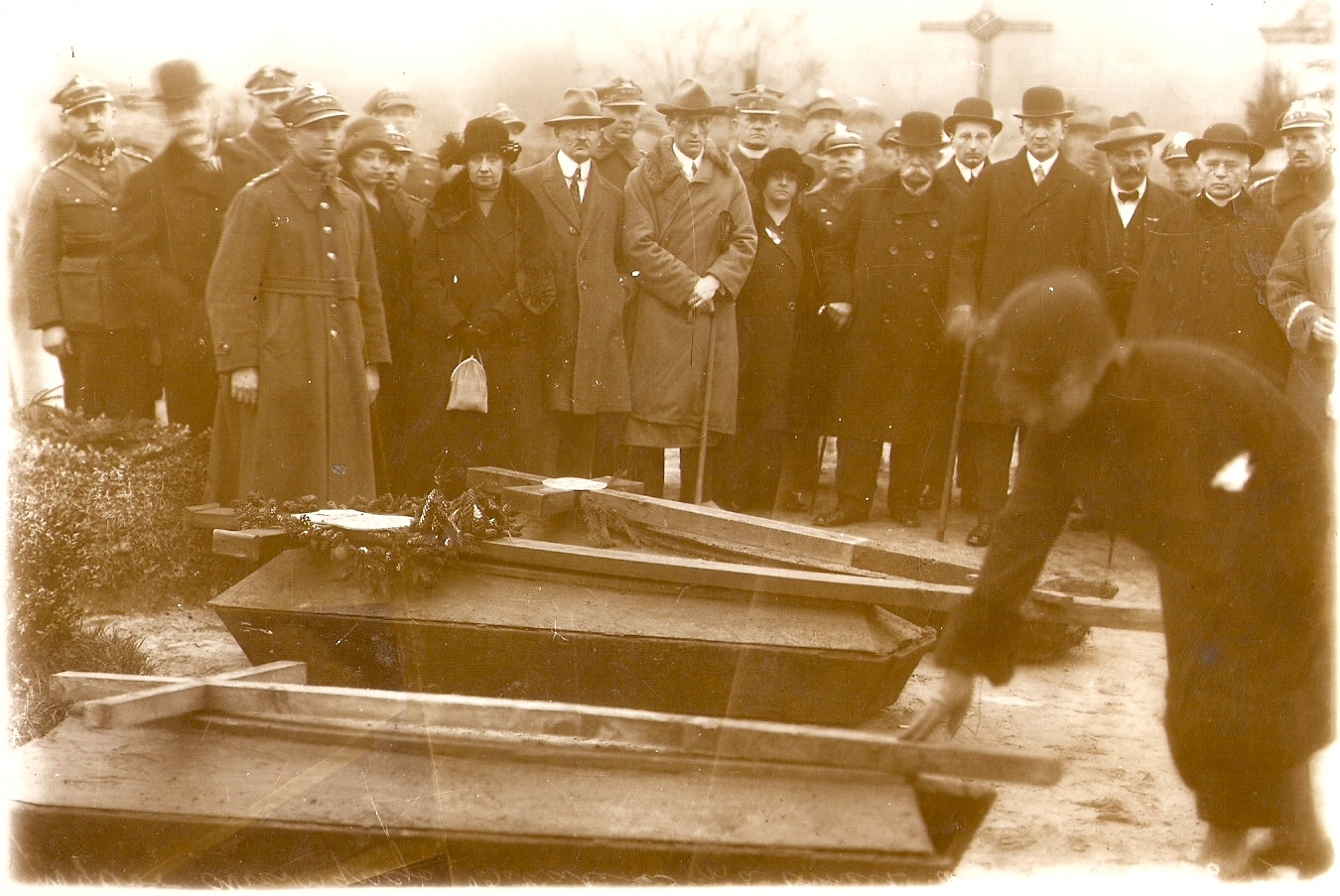
Cmentarz Orląt Lwowskich – wybór Nieznanego Żołnierza

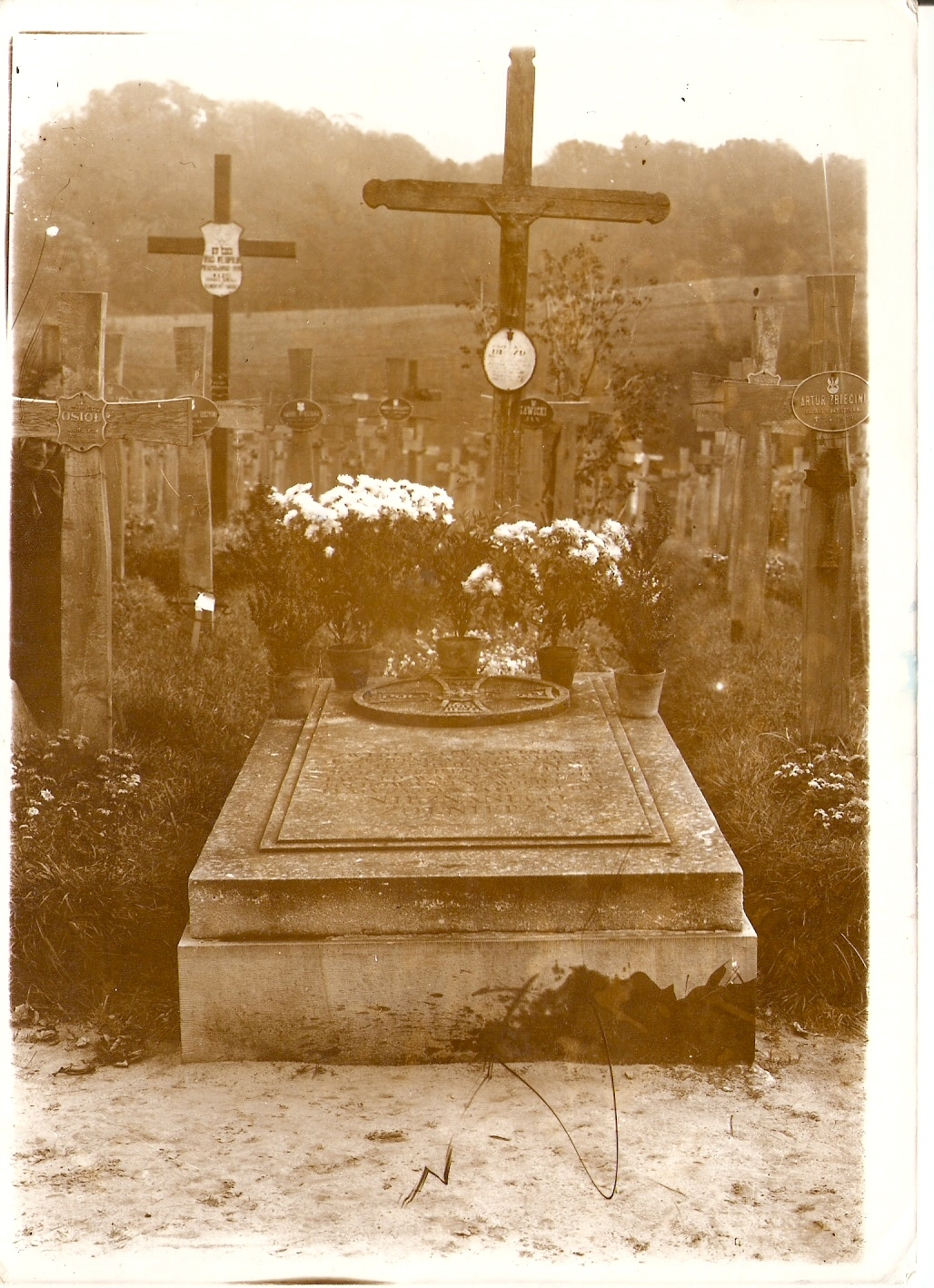
Cmentarz Orląt Lwowskich – grób, z którego zabrano zwłoki Nieznanego Żołnierza do Warszawy – zdjęcie przedwojenne

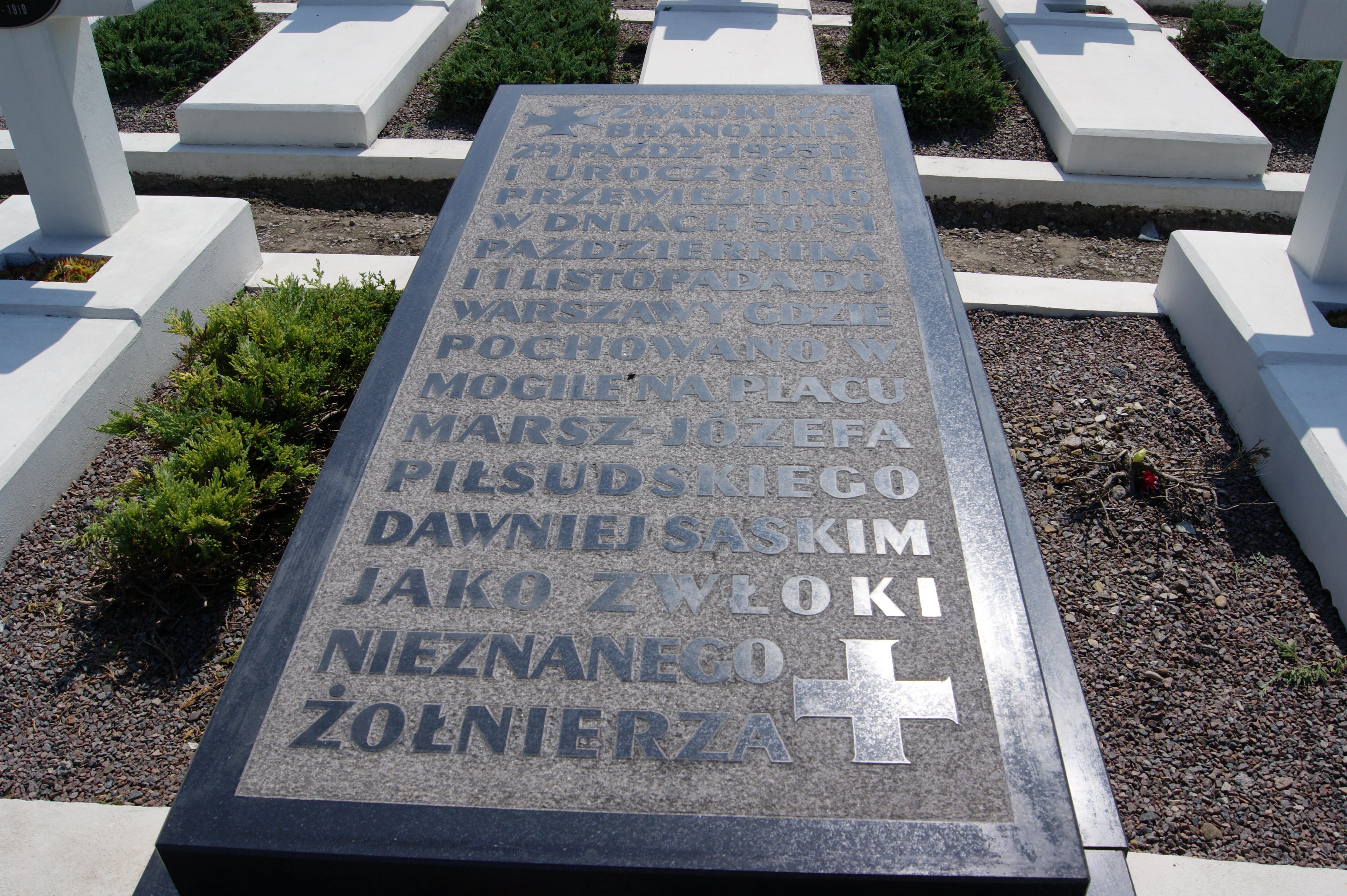
Cmentarz Orląt Lwowskich – z tego miejsca zostały zabrane zwłoki Nieznanego Żołnierza i przewiezione do Warszawy

Podczas procedury ekshumacyjnej na cmentarzu obecni byli przedstawiciele Ministerstwa Spraw Wewnętrznych i Ministerstwa Robót Publicznych. 29 października 1925 roku o godzinie 14:30 rozkopano trzy mogiły żołnierskie, na których widniały tabliczki z napisem Tu leży Nieznany Obrońca Lwowa. Znajdujące się w trumnach kości nie sugerowały, iż są to szczątki żołnierskie, z wyjątkiem jednych, które wskazywały na zwłoki austriackiego kaprala.
W takich okolicznościach podjęto decyzję o rozkopaniu kolejnych trzech grobów. W pierwszej trumnie znaleziono zwłoki sierżanta, w drugiej kaprala, w trzeciej nie było żadnych stopni wojskowych, odkryto tam zaś maciejówkę z orzełkiem. Zamknięte trumny ustawiono następnie przed cmentarną kaplicą, celem wyboru jednej z nich.
Polska Ormianka Jadwiga Zarugiewiczowa – matka żołnierza poległego na polach Zadwórza i pochowanego w nieznanym miejscu dokonała wyboru jednej z trumien. Po otwarciu trumny okazało się, że wybór padł na żołnierza bez szarży, z maciejówką. Był to znak, że wybrano ochotnika, bowiem żołnierze regularnego wojska nosili rogatywki. Lekarz dokonujący oględzin orzekł, że pochowany miał przestrzelone głowę oraz nogę. Były to przesłanki pozwalające uznać, iż poległ na polu chwały, oddając życie za ojczyznę. Ustalono, iż był w wieku około 14 lat.
Wybrane zwłoki złożono do nowej, sosnowej trumny, tę trumnę zaplombowano w trumnie cynowej i całość umieszczono w zdobionej orłami czarnej trumnie dębowej. Trumny były projektu Stanisława Ostrowskiego.
Na grób, z którego wydobyto nieznanego żołnierza, nałożono płytę jemu poświęconą i upamiętniającą jego przeniesienie do Grobu Nieznanego Żołnierza w Warszawie.
Wieczorem trumnę przeniesiono do kaplicy obrońców Lwowa, złożono na specjalnie na tę okazję przygotowanym katafalku i zaciągnięto przy niej nocną wartę honorową.

### Pożegnanie we Lwowie i przejazd do Warszawy

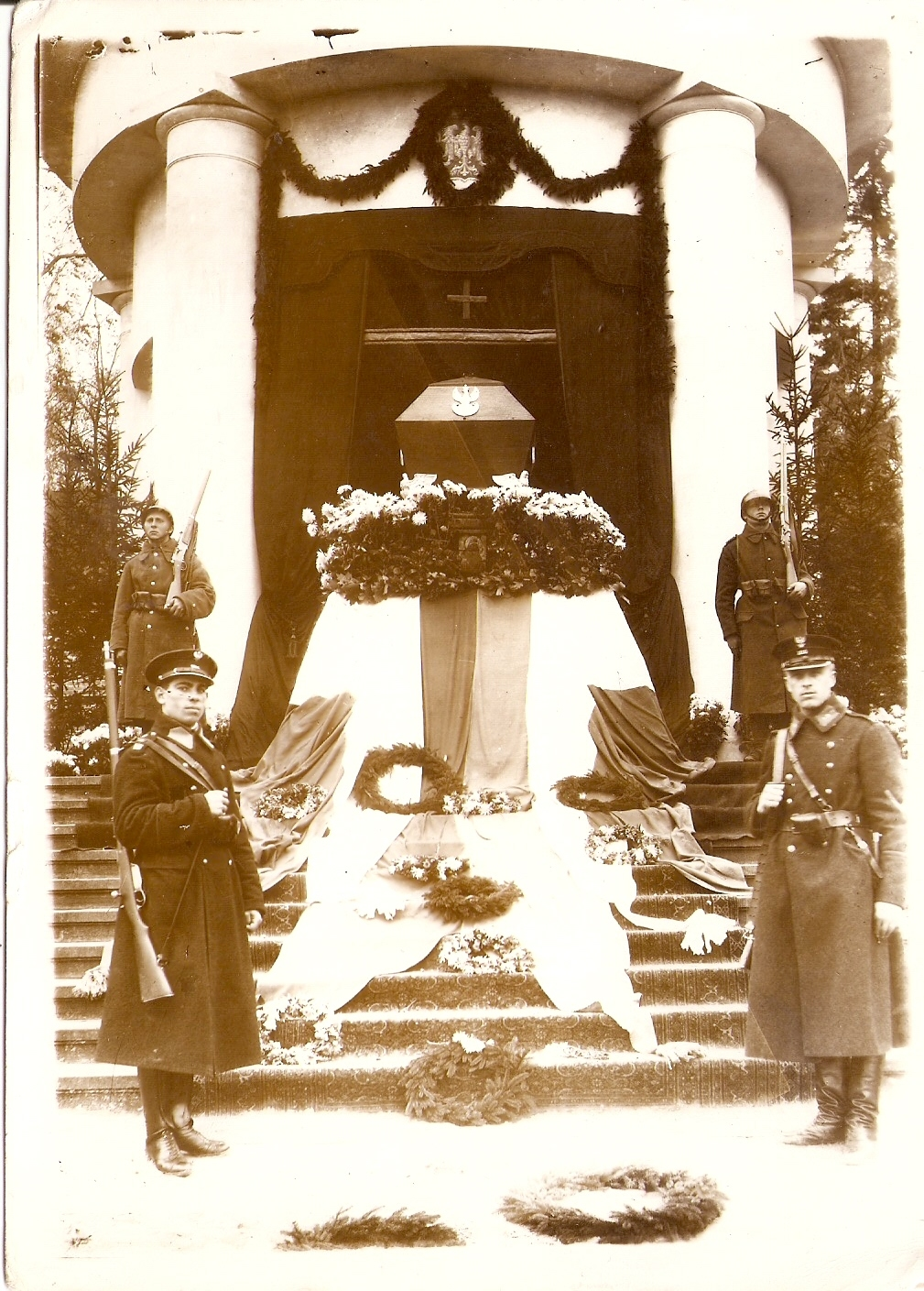
Cmentarz Orląt Lwowskich – trumna z ciałem Nieznanego Żołnierza w kaplicy cmentarnej

30 października 1925 roku w uroczystym kondukcie pogrzebowym z trumną na lawecie armatniej, w asyście orkiestry konnej Ułanów Jazłowieckich i oddziałów piechoty oraz kawalerii przeniesiono ciało bezimiennego żołnierza do bazyliki katedralnej. Trumna została wyniesiona za pomocą specjalnej windy na pięciometrowy, potężny katafalk.
Następnego dnia arcybiskup Bolesław Twardowski odprawił pożegnalne nabożeństwo, a po nim duchowieństwo ormiańskie, greckokatolickie i rzymskokatolickie odprawiło egzekwie.
Po ceremonii w katedrze uformowano kondukt i ulicami Lwowa: Rutowskiego, Legionów, Jagiellońską, pl. Smolki, Mickiewicza, Marszałkowską, Kopernika, Sapiehy i Dojazdową skierowano się na dworzec kolejowy. Na czele konduktu jechał na koniu gen. dyw. Jan Thullie, za nim 14 Pułk Ułanów, poczty sztandarowe, duchowieństwo trzech obrządków, laweta armatnia z trumną, dostojnicy wojskowi i cywilni, orkiestra wojskowa, kompania honorowa, a kondukt zamykał oddział policji konnej. Lwów na czas przejścia konduktu był odświętnie udekorowany, a na ulicach towarzyszył mu szpaler mieszkańców i żołnierzy. W fabrykach włączono syreny, dzwoniły dzwony w kościołach.
Na noc trumnę złożono w salonie recepcyjnym dworca, który został na tę okazję przystrojony przez lwowskich kolejarzy. Trumnę zamiast na katafalku złożono na karabinach maszynowych. Na noc przy trumnie stanęła warta honorowa – obok żołnierzy stanęli także kolejarze. Przez całą noc przez dworzec przewijał się tłum ludzi składających bezimiennemu żołnierzowi ostatni hołd.

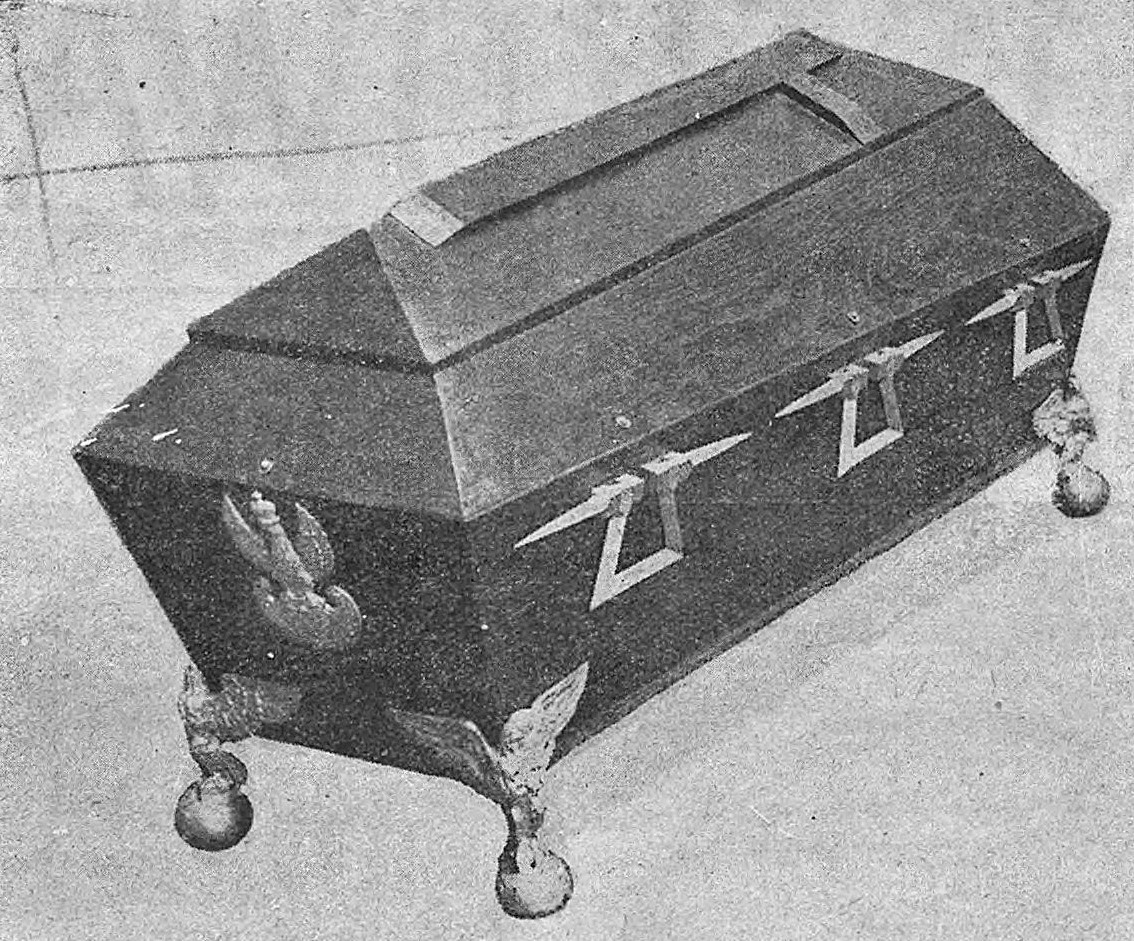
Trumna przeznaczona dla szczątków Nieznanego Żołnierza z zakładu pogrzebowego Piotra Łopackiego (1925)

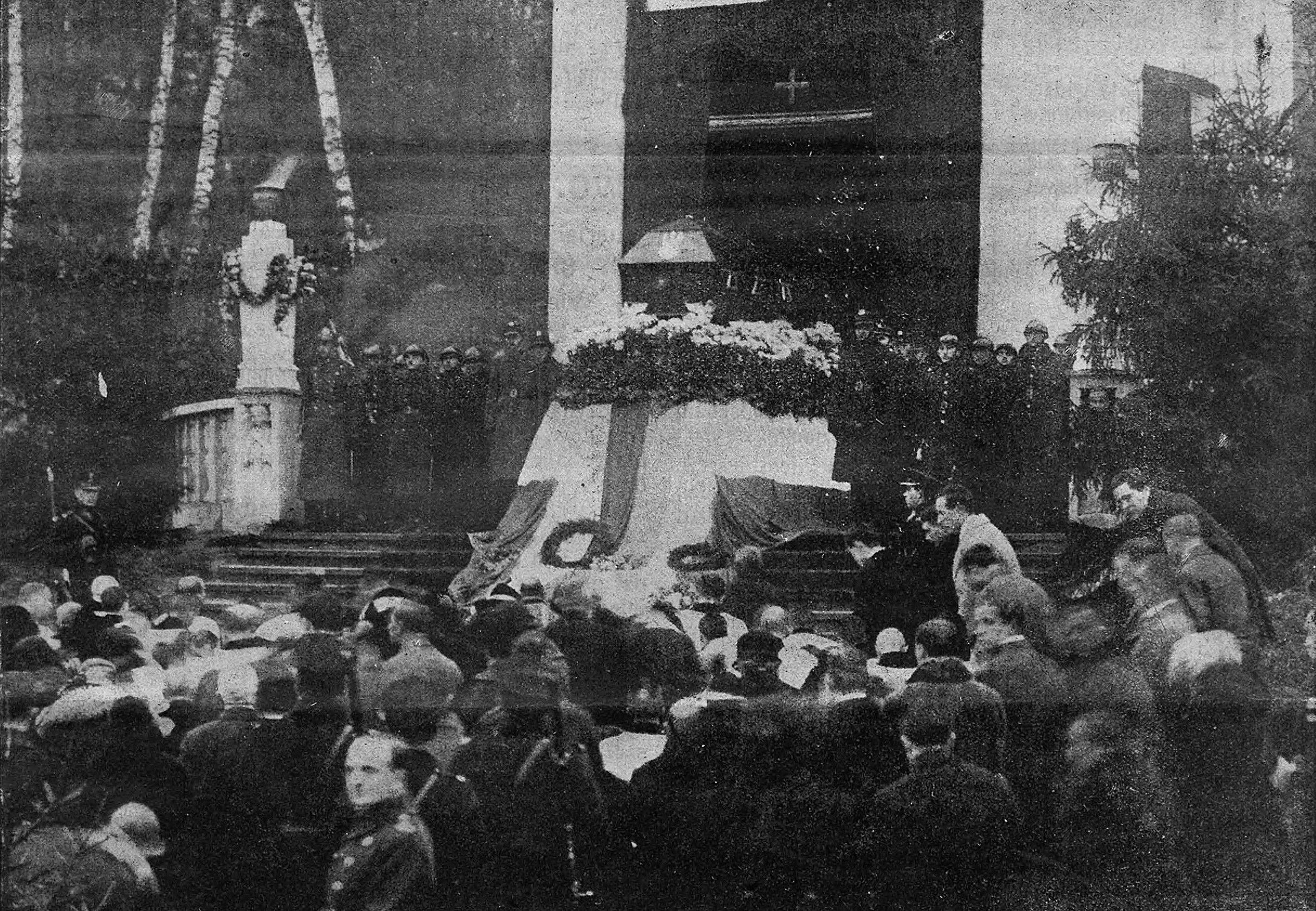
Uroczystości Nieznanego Żołnierza (1925)

1 listopada 1925 o godzinie 8:48 nastąpił odjazd ze Lwowa do Warszawy pociągu nadzwyczajnego. Pociąg prowadzony był parowozem udekorowanym emblematami narodowymi i żałobnymi. Trumna spoczywała w ostatnim wagonie – tym samym, którym do kraju przyjechały zwłoki Henryka Sienkiewicza. Drzwi wagonu pozostały otwarte na oścież, aby podczas przejazdu trumna była dla wszystkich widoczna. Wagon poprzedzający był wypełniony ponad setką wieńców ofiarowanych przez lwowian. Trzy pozostałe wagony zajmowała 56-osobowa eskorta honorowa z komendantem pociągu gen. bryg. Walerym Maryańskim.
Trasa pociągu wiodła przez Żółkiew, Rawę Ruską, Bełżec, Krasnystaw, Lublin i Garwolin. Na trasie przejazdu planowano liczne postoje po około 15 min. Pociąg za Lwowem jechał wśród rzeszy lwowskich kolejarzy trzymających zapalone pochodnie, a przy torach na całej trasie towarzyszyły mu nieprzebrane tłumy. Przejazd został sfilmowany przez Centrofilm, a film miał służyć propagowaniu idei uczczenia bezimiennego żołnierza. Pociąg po 22 godzinach jazdy wjechał do Warszawy.

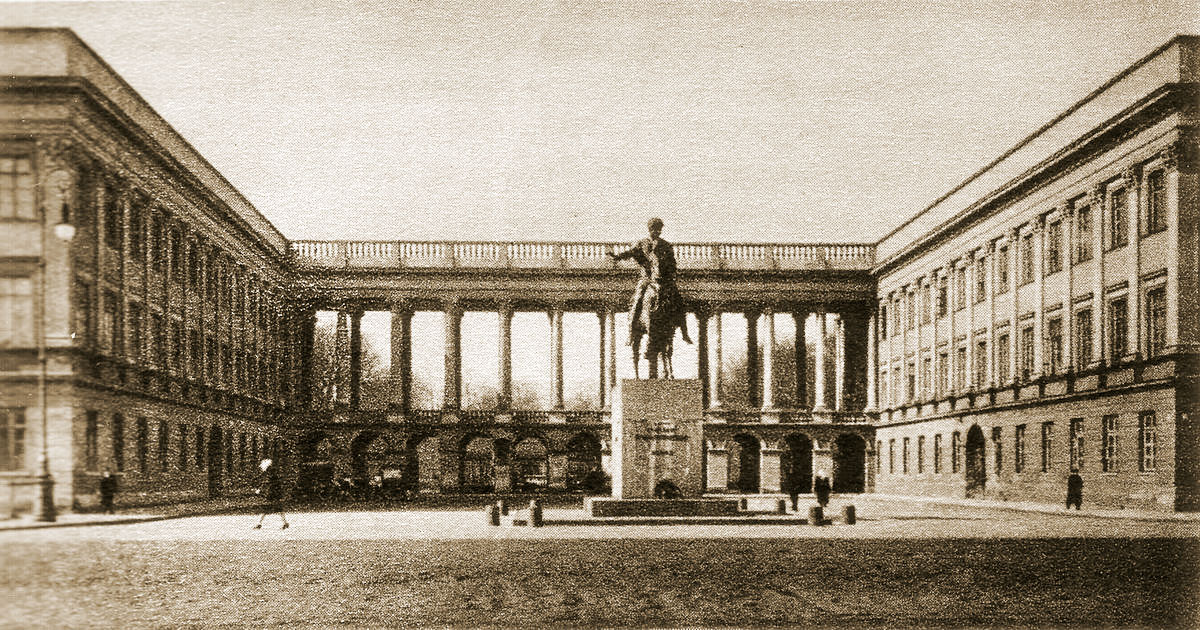
Kolumnada pałacu Saskiego
Grób Nieznanego Żołnierza w głębi
za pomnikiem księcia Poniatowskiego

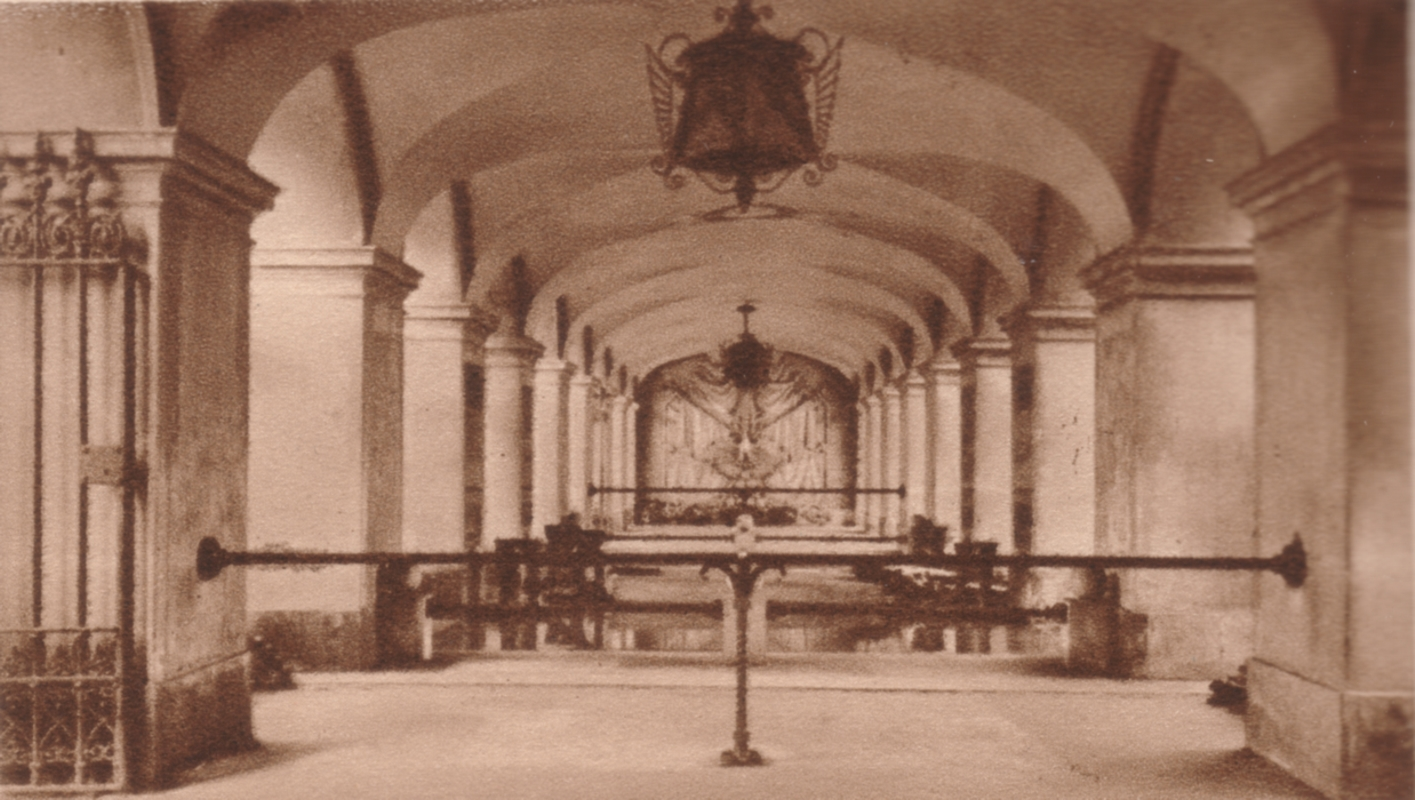
Grób Nieznanego Żołnierza
w latach 30.

Warta przy Grobie Nieznanego Żołnierza w latach 30.

## Ceremonia pogrzebowa w Warszawie
Oficjalne przekazanie zwłok nastąpiło 2 listopada 1925 o godzinie 6:00 na Dworcu Głównym. Gen. Maryański przekazał trumnę oraz 126 wieńców gen. Sikorskiemu i gen. Suszyńskiemu. Trumna została złożona na lawecie armatniej zaprzężonej w szóstkę koni. Kondukt z dworca prowadził ksiądz prałat Niewiarowski. Na czele szły orkiestra oraz 30. Pułk Piechoty. Za trumną szli przedstawiciele rządu i wojska. Trasa wiodła Al. Jerozolimskimi, Nowym Światem i Krakowskim Przedmieściem przez plac Zamkowy do katedry św. Jana.
Przed katedrą na kondukt oczekiwał bp Gall, który następnie wprowadził trumnę po czerwonym kobiercu na katafalk znajdujący się na środku katedry. Do godziny 11:00, kiedy to zaczęło się nabożeństwo, do katedry przybywali oficjele – prezydent Rzeczypospolitej, Marszałkowie Sejmu i Senatu, prezes Rady Ministrów i ministrowie. Przybył także nuncjusz papieski Lorenzo Lauri.
Podczas mszy przy katafalku stanęła warta honorowa – cztery posterunki oficerskie. Miejsca najbliżej katafalku zajęte były przez matki poległych żołnierzy, wdowy i sieroty po żołnierzach oraz przez inwalidów wojennych.
Uroczystą mszę celebrował kardynał Kakowski, zaś patriotyczną homilię wygłosił ks. prałat Antoni Szlagowski:

Kim jesteś ty? Nie wiem. Gdzie dom twój rodzinny? Nie wiem. Kto twoi rodzice? Nie wiem i wiedzieć nie chcę i wiedzieć nie będę, aż do dnia sądnego. Wielkość Twoja w tem, żeś nieznany.
W bratniej, wspólnej mogile zagubił imię, zagubił rodzinę, spadło z niego, co osobiste, z grobu narodził się na nowo, z grobu, gdyby z matki-ziemi, wyszedł nieznany, zapomniany, bezimienny [...]
Czymże na Boga jesteś, szary żołnierzu, zapomniany, bezimienny?
Ty jesteś odwieczny geniusz bojowy narodu, zowiesz się Męstwo, ty jesteś niespożyta, niezmożona moc ideałów narodowych, zowiesz się Poświęcenie. Ty jesteś wszechzwycięska niepodległość ducha narodowego, zowiesz się Wolność.
Nazywasz się Milion, bo miliony złożyły w tobie swe ukochania i swe katusze. Nazywasz się Milion, a imię twoje czterdzieści i cztery, a życie twoje trud trudów, sława, sława, sława.

Po nabożeństwie trumna została zdjęta z katafalku przez ośmiu podoficerów – kawalerów Virtuti Militari, wyniesiona przed katedrę przez szpaler oddających honory sztandarów i złożona na armatniej lawecie. Przygotowano kondukt według ustalonego porządku. Na czele kroczył oddział piechoty konnej, następnie oddziały: piechoty, artylerii, kawalerii, sztandary armii polskiej, dalej duchowieństwo wszystkich wyznań, laweta z trumną, a tuż za nią matki, wdowy i inwalidzi. W dalszej kolejności w kondukcie szli: prezydent Rzeczypospolitej, przedstawiciele Ministerstwa Spraw Wojskowych, wyższa generalicja, delegaci Sejmu i Senatu oraz wysocy urzędnicy, korpus oficerski i delegacje zagraniczne. Kondukt zamykał oddział konnej policji.
Kondukt udał się Krakowskim Przedmieściem, na pl. Saski. Po drodze konduktowi towarzyszyły tysiące warszawiaków, a nad konduktem przelatywały eskadry samolotów. W kościołach biły dzwony. Ze względu na trwającą rozbiórkę Soboru św. Aleksandra Newskiego pl. Saski mógł pomieścić zaledwie 3 tys. osób.
W lożach przy pałacu Saskim zasiedli prezydent Rzeczypospolitej z towarzyszącym mu pierwszym marszałkiem Polski, premier i marszałkowie Sejmu i Senatu, po lewej zaś duchowieństwo rzymskokatolickie, arcybiskup Kościoła prawosławnego i główny rabin warszawski.
Laweta z trumną została zatrzymana przed pomnikiem księcia Józefa Poniatowskiego. Kawalerowie Virtuti Militari przenieśli następnie trumnę przed salutującymi oddziałami i złożyli obok miejsca spoczynku. O godzinie 13:00, po komendzie dowódcy uroczystości, przy biciu dzwonów kościelnych trumna została opuszczona do grobowca. Minister spraw wojskowych złożył do grobowca akt erekcyjny oraz 14 żalników z ziemią z pozostałych pobojowisk, a także srebrny wieniec od prezydenta Rzeczypospolitej i jedwabny całun z wizerunkiem orła białego. Minutę po złożeniu trumny do grobowca nastąpiła cisza, przestały bić dzwony i oddano 24 wystrzały honorowej salwy armatniej. Grobowiec nakryto płytą nagrobną.
Akt erekcyjny miał następującą treść:

Naród i rząd Najjaśniejszej Rzeczypospolitej Polskiej z jej prezydentem Stanisławem Wojciechowskim na czele, przy udziale przedstawicieli izb ustawodawczych, duchowieństwa wszech wyznań, wojska, władz państwowych i samorządowych, stowarzyszeń społecznych i licznych tłumów ludu złożył w grobowcu na placu Saskim w stołecznym mieście Warszawie wzniesionym, wydobyte ze wskazanego losem pobojowiska lwowskiego zwłoki żołnierza polskiego, który poległ za Ojczyznę, składając w ten sposób wspólny hołd tysiącom bohaterów, którzy w ciągu stutrzydziestoletniej walki o wolność legli na polu chwały za sprawę narodu.

Prezydent Wojciechowski jako pierwszy oddał honory Grobowi Nieznanego Żołnierza i złożył wieniec od narodu, a następnie zapalił wieczny znicz. Przy grobie została zaciągnięta warta honorowa wystawiona przez żołnierzy z 36. Pułku Piechoty Legii Akademickiej.
Tuż po uroczystości premier chciał podziękować osobiście Stanisławowi Ostrowskiemu, ale nie udało się go odnaleźć. Okazało się, że zaprosił on na obiad współpracujących z nim robotników, chcąc uniknąć tym samym oficjalnych uroczystości, wywiadów i natarczywych reporterów.

## Grób Nieznanego Żołnierza w latach 1925–1939

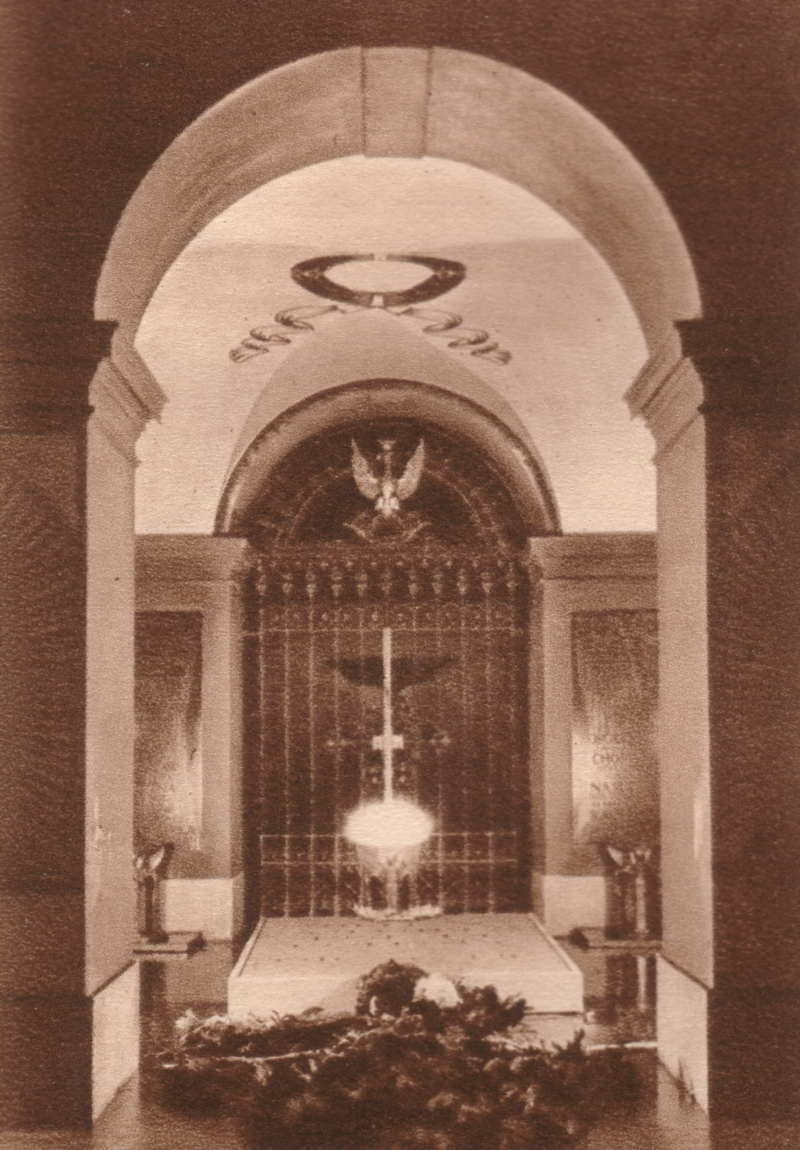
Grób Nieznanego Żołnierza, 1930

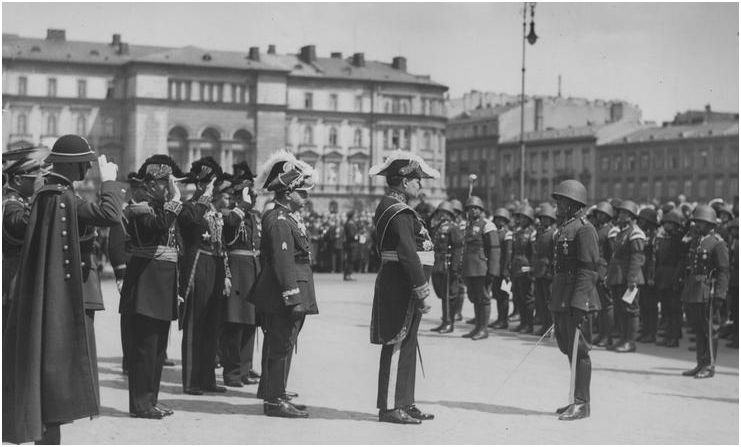
Ambasador Francji Leon Noël składa wieniec na Grobie Nieznanego Żołnierza, 1935

Grób Nieznanego Żołnierza po odsłonięciu był miejscem wizyt tysięcy warszawiaków. Doszło nawet do tego, że 4 listopada 1925 musiała interweniować policja, gdyż napierający tłum uszkodził łańcuchy okalające pomnik. Przy pomniku musiano ustawić policyjny kordon, który regulował ruch odwiedzających. Koncepcja artysty została przyjęta z zadowoleniem ze strony społeczeństwa. Przekonali się do niej nawet dotychczasowi oponenci wyboru miejsca na Grób Nieznanego Żołnierza, oceniając całość z uznaniem.
Ministerstwo Spraw Wojskowych wystąpiło do Prezesa Rady Ministrów, aby ten przedłożył Prezydentowi Rzeczypospolitej wniosek o nadanie Stanisławowi Ostrowskiemu Złotego Krzyża Zasługi.
W 1926 roku odnotowano zmianę sposobu traktowania grobu. Prasa z tamtego okresu pisała: Niemal już zapomniany przez społeczeństwo Grób Nieznanego Żołnierza. Pragnienie zostało spełnione i emocje opadły. Zaniechano warty honorowej, często daje się zauważyć fakty zdradzające brak kultury, ludzie zbliżają się do samej płyty z papierosem w ustach i kapeluszach na głowie.
Przed grobem obowiązywał niepisany zwyczaj zdejmowania nakrycia głowy i pochylania głowy oraz zakaz palenia papierosów i prowadzenia głośnych rozmów. Żołnierzy obowiązywało oddanie honorów poprzez salutowanie, a przy zatrzymaniu – zdjęcie czapki.
Z inicjatywy mjra Władysława Dunin-Wąsowicza w rocznice bitew upamiętnionych na płytach pomnikowych organizacje skupiające byłych wojskowych zaciągały 12-godzinne warty w historycznych mundurach danej formacji, która brała udział w bitwie. Niezależnie od tej inicjatywy, decyzją Ministra Spraw Wojskowych, przywrócono stałe, niewojskowe warty honorowe, które pełniła Komisja Ładu i Porządku.
W marcu 1926 roku odbyło się uroczyste przekazanie Grobu Nieznanego Żołnierza pod zarząd Warszawy. Nowy zarządca – o czym doniosła ówczesna prasa – doprowadził to miejsce do zaniedbania: O godz. 2300 z dwóch lamp świeciła się tylko jedna, druga zaś z powodu przepalenia się żarówki była ciemna. Znicz natomiast buchał tak płomieniami, jakby nowoczynny wulkan. Niech magistrat uważa, by przez niego nie spotkał stolicy ten despekt, że armia grób odbierze!
W późniejszym okresie o grobie wspominano z rzadka, tylko przy okazji notatek z uroczystości rocznicowych oraz z okazji defilad w święta narodowe i wojskowe.
W 1936 roku okazało się, iż Grób Nieznanego Żołnierza potrzebuje prac konserwacyjno-remontowych. Na spotkaniu u konserwatora zabytków 10 lutego 1937 roku postanowiono odrestaurować zarówno sam grób, jego otoczenie, jak i całą kolumnadę i arkady. Koszt robót wyceniono wówczas na sumę ok. 40 tys. zł.

## Grób Nieznanego Żołnierza w czasie II wojny światowej

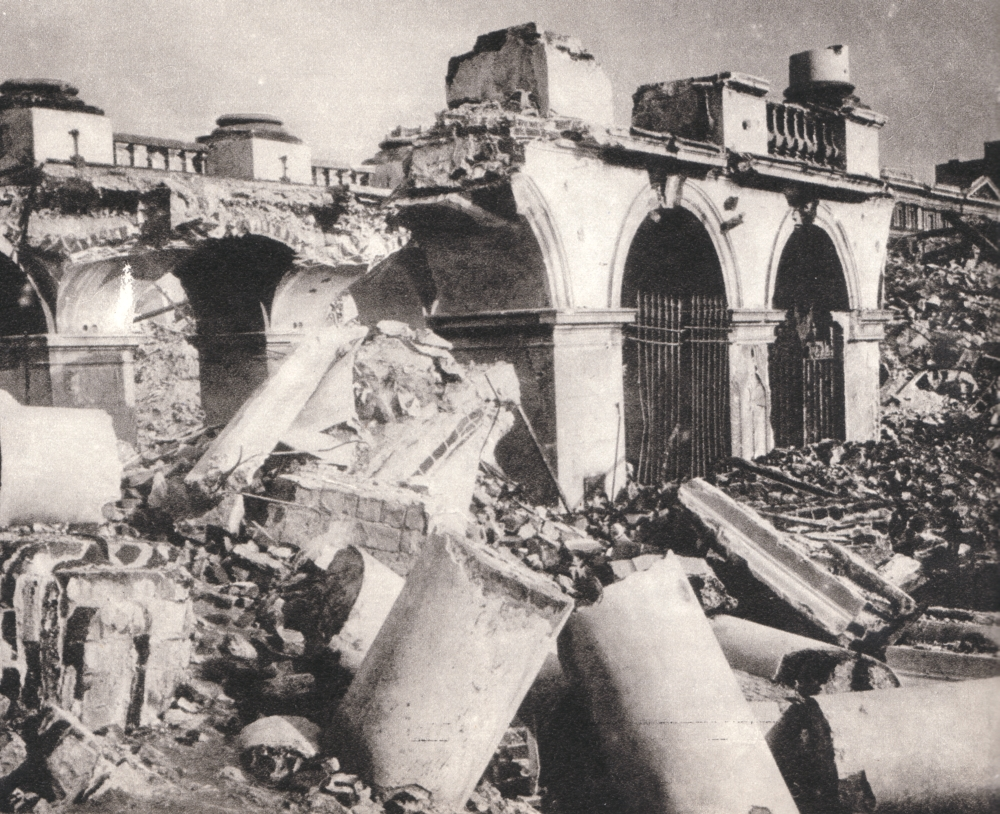
Zniszczony pałac Saski i Grób Nieznanego Żołnierza w 1945

Grób Nieznanego Żołnierza był miejscem szczególnie ważnym i czczonym przez Polaków. Przechodzący przed grobem zwyczajowo oddawali mu cześć poprzez prosty gest uchylenia czapki. Często z narażeniem życia, dla podtrzymania ducha narodowego składano na płycie grobu kwiaty. 15 sierpnia 1941 roku, pomimo tego, iż koło Grobu Nieznanego Żołnierza często krążyły niemieckie patrole, złożono tam z okazji święta wieniec z szarfą: Nieznanemu Żołnierzowi Rząd R.P.
Od maja 1942 roku Ogród Saski był terenem nur für Deutsche (tylko dla Niemców). Z okresu tego zachowały się zdjęcia nieznanego niemieckiego fotografa ukazujące kolumnadę pałacu Saskiego z powiewającą bezpośrednio nad Grobem Nieznanego Żołnierza niemiecką flagą. Na innych zdjęciach widać zachowane ozdobne elementy kraty od strony Ogrodu Saskiego – Krzyża Virtuti Militari.
W czasie powstania warszawskiego plac Saski przez cały czas pozostawał w rękach niemieckich. Niemcy zdając sobie sprawę, że Polakom bardzo może zależeć na zdobyciu tego rejonu, rozlokowali tu doborowe jednostki gen. Reinera Stahela, których potencjał przewyższał możliwości powstańców.
28 grudnia 1944 roku oddział Sprengskommando pod dowództwem mjra Wegnera wysadził w powietrze pałac Saski. Budynek został zniszczony, ale monumentalna kolumnada nad Grobem Nieznanego Żołnierza nie runęła w całości. Nad grobowcem stały dwie kolumny. Następnego dnia ponowiono wysadzanie, wtedy sklepienie arkad zapadło się i płyta nagrobna została przysypana gruzem.
Z grobu ocalały jednak fragmenty arkad: trzy od strony pl. Saskiego i dwie od strony przeciwnej.

## Grób Nieznanego Żołnierza w latach 1945–1989

### Uporządkowanie Grobu Nieznanego Żołnierza po zniszczeniach wojennych
Dowództwo Wojska Polskiego jeszcze przed zakończeniem wojny zadecydowało o odbudowie Grobu Nieznanego Żołnierza. Już 17 stycznia 1945 żołnierze rozpalili przy gruzach grobu ognisko – zamiast znicza. W maju 1945 9. drużyna pierwszej kompanii 13. Samodzielnego Batalionu pod dowództwem plut. Michała Dubaniowskiego dokonała odgruzowania okolicy.
W trakcie odgruzowywania stwierdzono, że Niemcy wywiercili otwory także w ocalonych filarach, ale pomimo takiego przygotowania nie umieszczono w nich ładunków i nie wysadzono. Wskazuje to na celowe ich pozostawienie, nie wiadomo, dlaczego ich nie wysadzono.
Po oczyszczeniu gruzowiska pałacu Saskiego wywieziono ponad 40 tys. m³ gruzu. Otoczenie Grobu Nieznanego Żołnierza wyłożono płytami chodnikowymi i przebudowano jezdnię przed grobem. Przy gruzach Grobu Nieznanego Żołnierza honorową wartę zaciągnęły żołnierki z Batalionu Fizylierek im. Emilii Plater.
W listopadzie 1945 roku naczelny dowódca Wojska Polskiego, marszałek Polski Michał Rola-Żymierski, wydał rozkaz przygotowania projektu odbudowy Grobu Nieznanego Żołnierza. 13 listopada przedstawiono jako projekt propozycję pozostawienia grobu w takim stanie, w jakim jest po odgruzowaniu ażeby wszyscy mieli okazję przekonać się o zbrodniach hitlerowskich Niemiec. Projekt został odrzucony, a władze wojskowe powierzyły odbudowę Grobu architektowi Zygmuntowi Stępińskiemu.

### Odbudowa Grobu Nieznanego Żołnierza

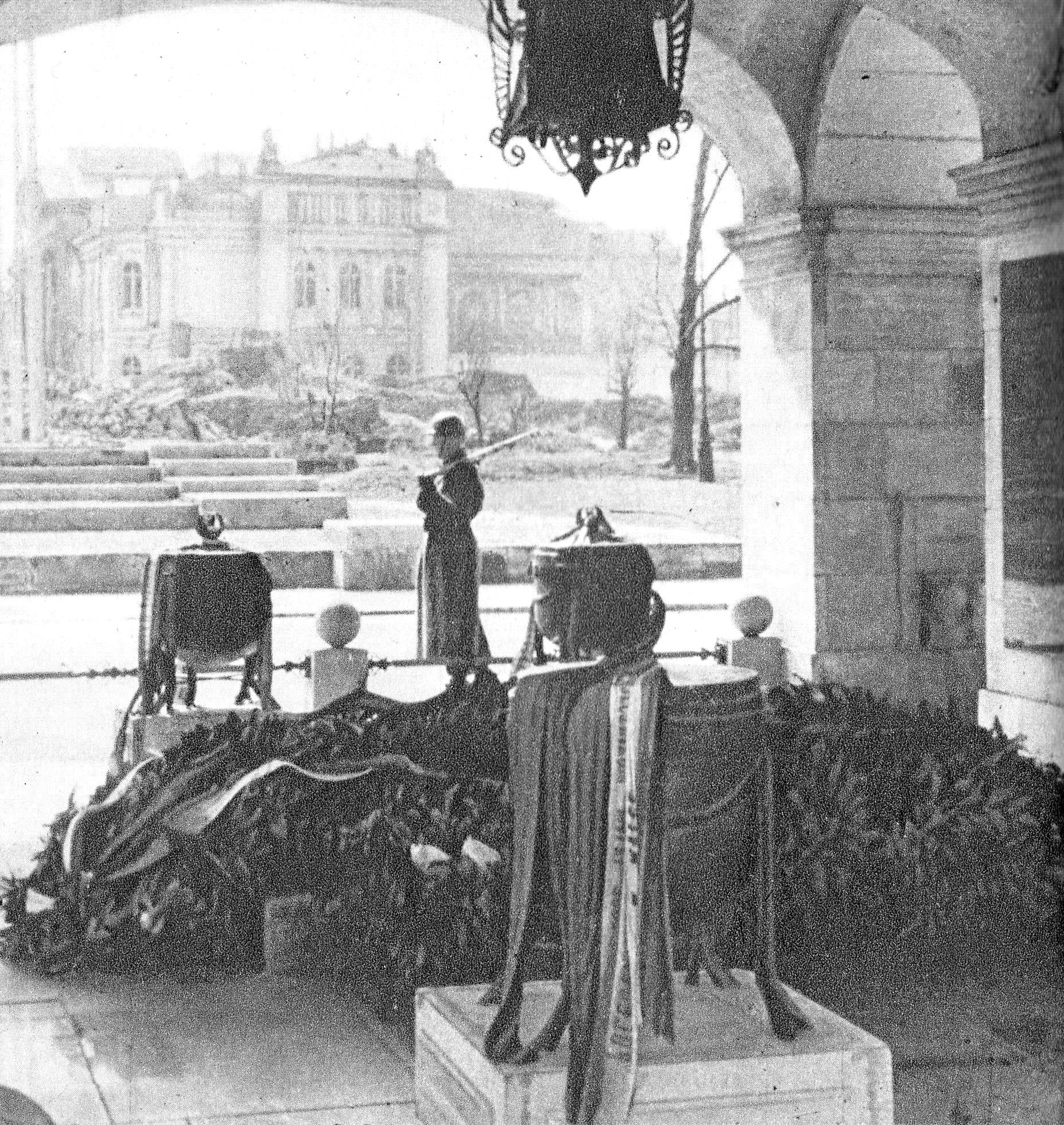
Grób Nieznanego Żołnierza po wojnie

Stępinski jako zamysł przyjął odbudowę Grobu jako ruiny-symbolu odnawiając trzy środkowe arkady kolumnady.
Nad arkadami przywrócono kamienne bazy 8 kolumn oraz ich szczątki. Po odbudowie sklepienia nad arkadami przywrócone zostały kamienne tralki, których część ocalała. Otoczenie grobu zostało wyłożone kamienną posadzką. W otoczeniu grobu od strony Ogrodu Saskiego ustawiono dwie najmniej uszkodzone barokowe rzeźby – alegorię Muzyki i Poezji.
Arkady od strony Ogrodu Saskiego zostały wypełnione zdobnymi kratami według projektu Henryka Grunwalda. Na kratach umieszczono najwyższe odznaczenia wojskowe: Krzyż Virtuti Militari (pominięto rok jego ustanowienia 1792), na środkowej Krzyż Grunwaldu, nad którym góruje orzeł (bez korony) oraz Krzyż Walecznych (z mylnym rokiem 1918 zamiast 1920).
Wprowadzone zostały także inne zmiany. Starą płytę grobowca (z piaskowca) zastąpiono nową. Starą płytę podobno zakopano pod chodnikiem, który prowadzi do Ogrodu Saskiego. Wieniec namalowany nad płytą grobowca zastąpiono jedną z dwóch uprzednio wiszących po bokach lamp. Zmieniona została forma wiecznego znicza u wezgłowia grobowca. Zamiast czterech przedwojennych zniczy przed tablicami wstawiono cztery duże kotły z ziemią z pobojowisk II wojny światowej, które zostały posadowione na osiach skrajnych arkad. Zmieniono klasycystyczne znicze przed frontem i z tyłu pomnika na eklektyczne.

#### Tablice na Grobie Nieznanego Żołnierza po II wojnie światowej
| Wojsko Polskie w walce z faszyzmem i hitleryzmem - Rothenburg - Forsowanie Nysy 16 IV 1945 - Izbica - Niesky 12 IV 1945 - Rietschen 18-21 IV 1945 - Budziszyn (Bautzen) 21-26 IV 1945 - Kanał Hohenzollernów 22-23 IV 1945 - Dauban 22 IV 1945 - Drezno 26 IV 1945 - Wartha-Koenigswartha 27 IV 1945 - Berlin 30 IV-2 V 1945 - Melnik 4 V 1945 | Wojsko Polskie w walce z faszyzmem i hitleryzmem - Warszawa 16-17 I 1945 - Złotów 30-31 I 1945 - Jastrowie 3 II 1945 - Dobrzyca 5-8 II 1945 - Nadarzyce 5-6 II 1945 - Frydląd Pomorski 10 II 1945 - Drawsko 4-5 III 1945 - Kołobrzeg 8-18 III 1945 - Wejherowo-Janowo 12-17 III 1945 - Gdynia-Gdańsk 27-28 III 1945                      | Wojsko Polskie w walce z faszyzmem i hitleryzmem - Partyzantka - Dywersja - Sabotaż - Gwardia Ludowa - Armia Ludowa - Bataliony Chłopskie - Armia Krajowa - Milicja Ludowa - Warszawa 1939–1945 - Partyzantka 15 V 1942-31 VII 1944 - Ghetto 20 IV-10 V 1943 - Powstanie 1 VIII-2 X 1944 - Ziemia lubelska 1942–1944 - Ziemia kielecka i radomska 1942–1944 - Zamojszczyzna 1942–1945 - Ziemia mazowiecka 1942–1945 - Ziemia krakowska 1943–1945 - Ziemia płocka 1943–1945 - Ziemia śląska 1943–1945 |
| Wojsko Polskie w walce z faszyzmem i hitleryzmem - Lenino 12-13 X 1943 - Darnica 8 IV 1944 - Dolsk-Dorohusk 14-21 VII 1944 - Puławy 1-4 VIII 1944 - Dęblin 2 VIII 1944 - Studzianki-Warka 10 VIII-12 IX 1944 - Kępa Radwankowska 22-26 VIII 1944 - Praga 10-14 IX 1944 - Czerniaków-Żolibórz-Jabłonna 23 IX 1944                               | Wojsko Polskie w walce z faszyzmem i hitleryzmem - Madryt 7 XI 1936 - Guadalajara 18 III 1937 - Ebro 24 VIII 1938 - Bory Tucholskie 1-3 IX 1939 - Westerplatte 1-7 IX 1939 - Kutno 10-17 IX 1939 - Puszcza Kampinoska 18-22 IX 1939 - Tomaszów – Krasnobród 15-23 IX 1939 - Warszawa 8-23 IX 1939 - Hel 20 IX-1 X 1939 - Kock 2-5 X 1939 | Wojsko Polskie w walce z faszyzmem i hitleryzmem - Narwik 28-31 V 1940 - Legarde-St. Hippolyte-Maichm 17-19 VI 1940 - Bitwa o Wlk. Brytanię VII-IX 1940 - Tobruk 19 VIII-10 XII 1941 - Monte Cassino 11-18 V 1944 - Falaise-Chambois 8-21 VIII 1944 - Arnhem 18-25 IX 1944 - Polskie Oddziały Partyzanckie Francuskiego Ruchu Oporu - Etang sur Aurux 12 VII 1944 - Autun 8 VIII 1944 |

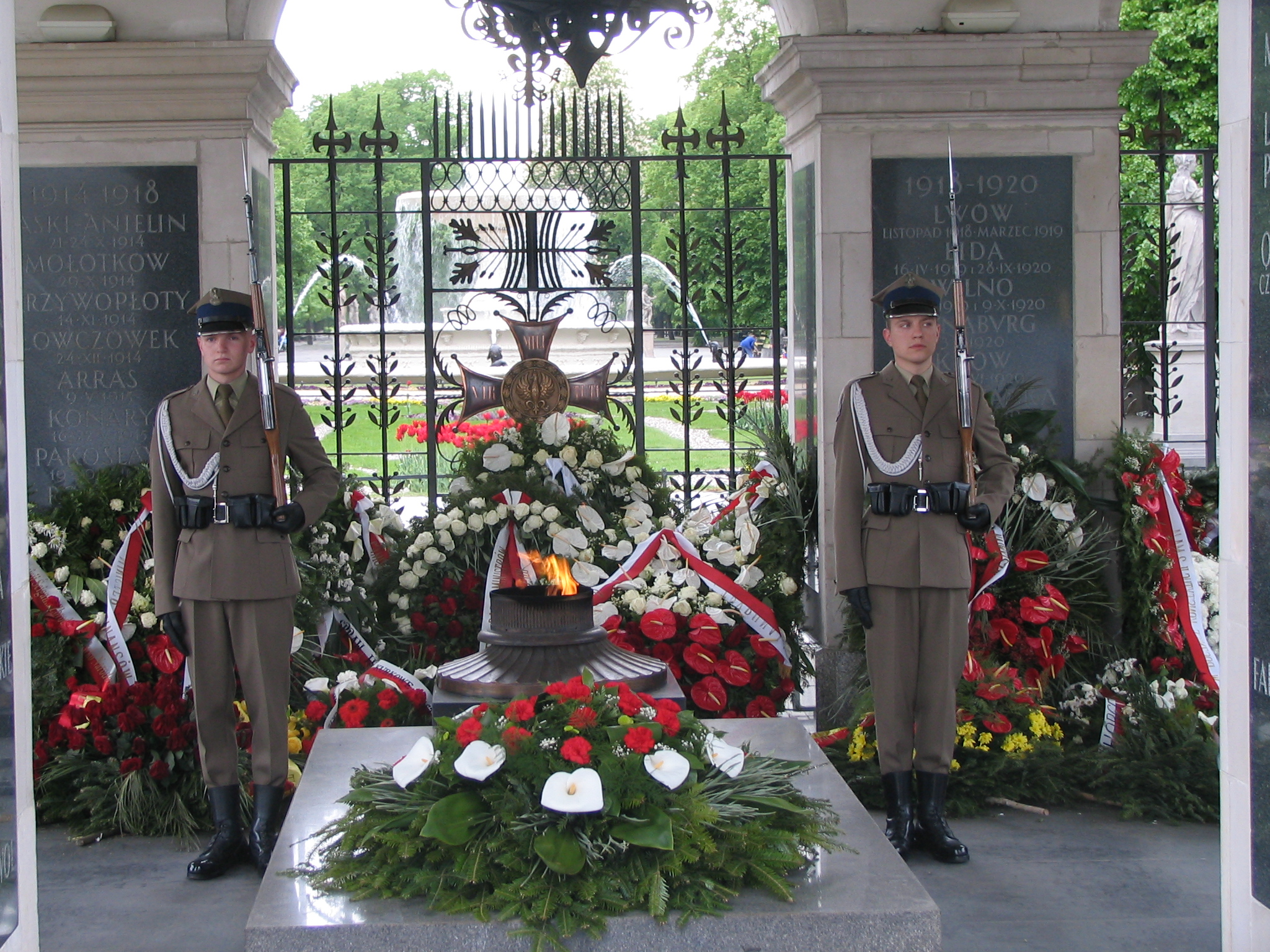
Warta honorowa
przy Grobie Nieznanego Żołnierza

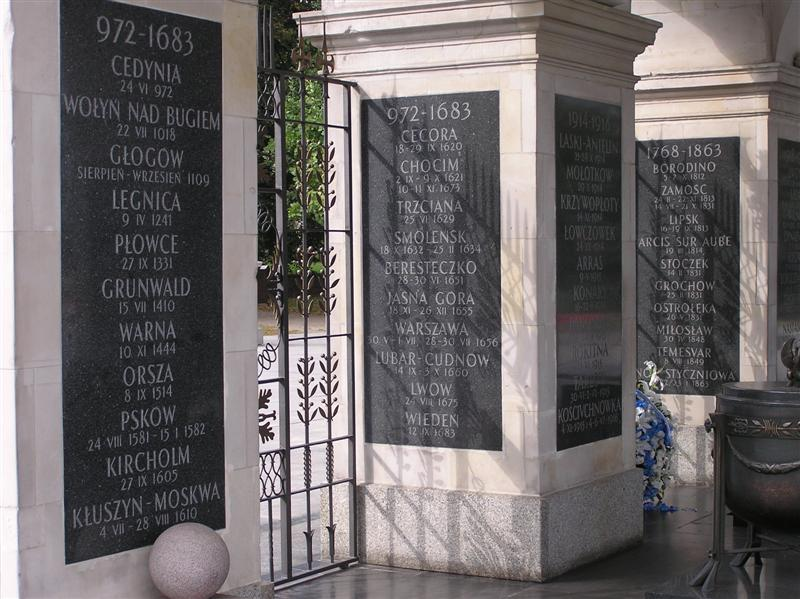
Współczesne tablice na tylnych filarach Grobu Nieznanego Żołnierza

Tablice noszące lata 1918–1920 znalazły się w Muzeum Wojska Polskiego, natomiast z lat 1914–1918 zostały wykorzystane powtórnie (napisy wyryte na odwrotnych płaszczyznach).
Inaczej niż przed wojną rozwiązano sprawę składania wieńców i wiązanek. Obowiązywała wtedy zasada składania wieńców obok płyty grobowca, natomiast po wojnie wieńce te składa się bezpośrednio na grobowej płycie.

#### Grób Nieznanego Żołnierza po odbudowie
Uroczystość odsłonięcia Grobu Nieznanego Żołnierza odbyła się 8 maja 1946 o godzinie 20. W czasie uroczystości złożono do kotłów ziemię z 24 pobojowisk, a gen. dyw. Marian Spychalski zapalił znicz.
W dniu następnym na pl. Zwycięstwa przybyli przedstawiciele rządu, wojska i zagraniczne delegacje. Poświęcenia Grobu Nieznanego Żołnierza dokonał Generalny Dziekan Wojska Polskiego ks. płk Stanisław Warchałowski. Marszałek Polski Michał Rola-Żymierski odczytał akt przekazania grobu pod opiekę społeczeństwu Warszawy. W imieniu miasta podziękował prezydent Stanisław Tołwiński. Oddano też honorowy salut armatni z dziesięciu dział.
Z tą chwilą przy Grobie Nieznanego Żołnierza został wprowadzony całodobowy posterunek warty honorowej. Zmiany warty odbywają się co godzinę, a w każdą niedzielę o godzinie 12 mają charakter uroczysty.
Przed Grobem Nieznanego Żołnierza odbywały się apele poległych w 20., 30. i 40. rocznicę zakończenia II wojny światowej. Uroczystości w święta państwowe były jednak organizowane na pl. Defilad.
W 1964 roku podczas renowacji otoczenia wokół Grobu Nieznanego Żołnierza wyłożono nową posadzkę o powierzchni 2432 m², wymieniono płytę nagrobną, zamontowano reflektory oświetlające obiekt i położono nowy tynk. W roku 1965 zamontowano stojaki do wieńców oraz zamontowano instalację grzewczą dla żołnierzy warty honorowej.
1 lipca 1965 roku Grób Nieznanego Żołnierza został uznany za obiekt zabytkowy.
Ponowną renowację przeprowadzono w 1973 roku. Elementy wykonane z piaskowca zastąpiono szarym, wypolerowanym granitem.
Podczas pierwszej pielgrzymki papieża Jana Pawła II, 2 czerwca 1979 roku, modlił się przy grobie i zamieścił swój wpis w Księdze Pamiątkowej Grobu Nieznanego Żołnierza: Nieznanemu Żołnierzowi Polski – Jan Paweł II Papież syn Narodu, a w homilii powiedział:

Stoimy tutaj w pobliżu Grobu Nieznanego Żołnierza. W dziejach Polski – dawnych i współczesnych – grób ten znajduje szczególne pokrycie. Szczególne uzasadnienie. Na ilu to miejscach ziemi ojczystej padał ten żołnierz. Na ilu to miejscach Europy i świata przemawiał swoją śmiercią, że nie może być Europy sprawiedliwej bez Polski niepodległej na jej mapie? Na ilu to polach walk świadczył o prawach człowieka wpisanych głęboko w nienaruszalne prawa narodu, ginąc „za wolność naszą i waszą”? „Gdzie są ich groby, Polsko! Gdzie ich nie ma! Ty wiesz najlepiej – i Bóg wie na niebie!” (Artur Oppman, Pacierz za zmarłych). Dzieje Ojczyzny napisane przez Grób jednego Nieznanego Żołnierza.
Przyklęknąłem przy tym grobie, wspólnie z Księdzem Prymasem, aby oddać cześć każdemu ziarnu, które – padając w ziemię i obumierając w niej – przynosi owoc.

17 stycznia 1982 roku, podczas uroczystej zmiany warty przed Grobem Nieznanego Żołnierza, zgodnie z decyzją ministra obrony narodowej, Kompania Reprezentacyjna WP, po raz pierwszy, po wieloletniej przerwie, wystąpiła w rogatywkach według wzoru z okresu II Rzeczypospolitej.

## Grób Nieznanego Żołnierza po roku 1989

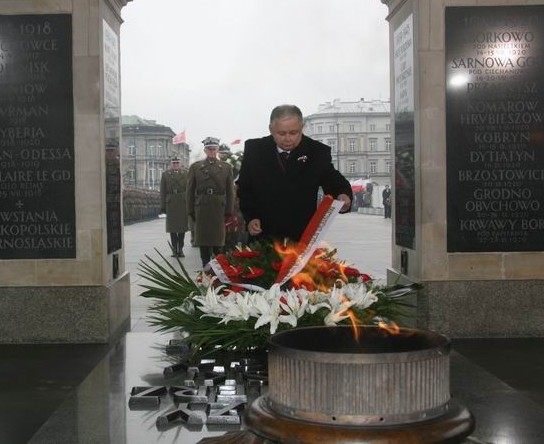
Prezydent RP Lech Kaczyński składa wieniec na płycie Grobu Nieznanego Żołnierza, 2008 rok

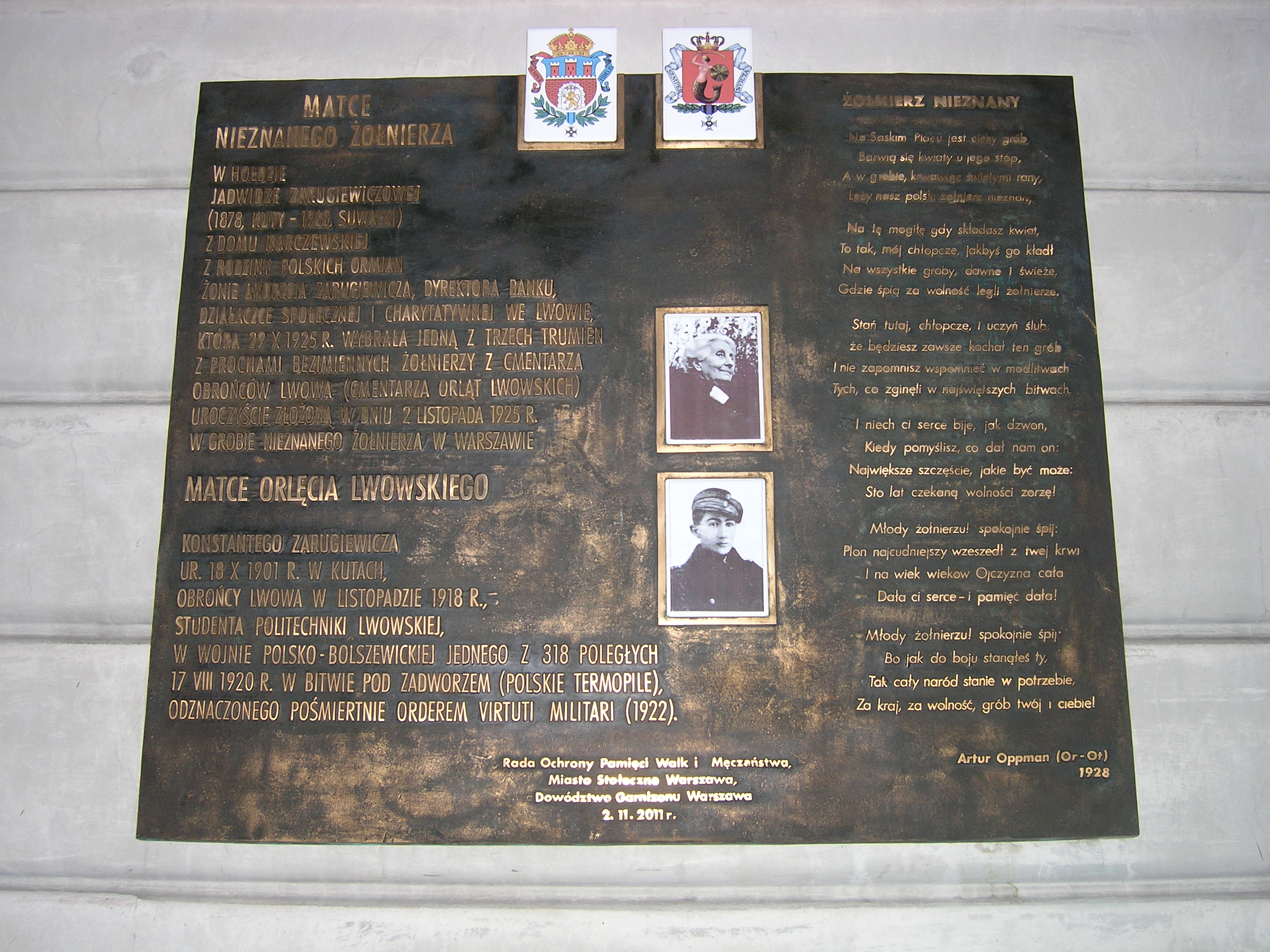
Tablica upamiętniająca Jadwigę Zarugiewiczową – matkę orlęcia lwowskiego, która 29 października 1925 r. wybrała trumnę bezimiennego żołnierza do złożenia w Grobie Nieznanego Żołnierza w Warszawie oraz jej syna Konstantego Zarugiewicza poległego w bitwie pod Zadwórzem, odsłonięta na pl. Józefa Piłsudskiego w Warszawie w 2011 roku

Pod koniec lat 80. XX wieku nastąpiło pewne ożywienie wokół Grobu Nieznanego Żołnierza. W dniu 9 kwietnia 1989 roku Komitet Obrony Kraju wydał oświadczenie, w którym zapraszał do ogólnonarodowej dyskusji nad zmianami wystroju Grobu Nieznanego Żołnierza.
18 kwietnia 1989 roku w Grobie Nieznanego Żołnierza została złożona ziemia z mogił katyńskich. Uroczystość zorganizowana przez wojsko odbyła się o godzinie 11:00. Odkrytym samochodem, w asyście oficerów i Kompanii Reprezentacyjnej urna z prochami wjechała na pl. Zwycięstwa. W księdze pamiątkowej Grobu Nieznanego Żołnierza zapisano:

Ku wiecznej pamięci potomnym, w hołdzie tym, którzy oddali swe życie dla Polski. Dnia 18 IV 1989 roku złożono w mauzoleum żołnierskiej chwały urnę z ziemią katyńską zbroczoną krwią polskich oficerów-bojowników września 1939 r.

W kwietniu 1990 roku premier Tadeusz Mazowiecki polecił wiceministrowi obrony narodowej Bronisławowi Komorowskiemu przygotowanie raportu o stanie prac nad grobem. Minister Komorowski powołał zespół pod kierunkiem Waldemara Strzałkowskiego, który otrzymał zadanie przywrócenia przedwojennych tablic i opracowanie kolejnych.
Tablice przedwojenne na Grobie Nieznanego Żołnierza zostały odsłonięte 11 listopada 1990 roku podczas obchodów Święta Niepodległości.
3 maja 1991 roku, podczas obchodów 200-lecia Konstytucji 3 Maja, odsłonięto 14 kolejnych, nowych tablic przedstawiających miejsca bitew z lat 972–1683, 1768–1921 i 1939–1945. Dwie tablice zostały poświęcone lotnikom i marynarzom.
15 sierpnia 2016 roku w dniu Święta Wojska Polskiego prezydent Andrzej Duda odsłonił pierwszą tablicę poświęconą żołnierzom wyklętym, uczestnikom podziemia antykomunistycznego. Kolejna tablica pojawiła się na Grobie w przeddzień Narodowego Święta Niepodległości tj. w dniu 10 listopada 2016 roku.
10 listopada 2017 roku zostały odsłonięte dwie nowe tablice upamiętniające żołnierzy polskiej samoobrony broniących lokalnej społeczności przed ukraińskimi nacjonalistami. Tablice zamontowano na filarach od strony południowej. Widnieją na nich daty i nazwy miejscowości, w których dochodziło do walk między Polakami a oddziałami UPA na Wołyniu, w Małopolsce Wschodniej i na Lubelszczyźnie. Na drugiej z tych tablic przez jeden dzień znajdowała się również inskrypcja dotycząca Birczy w powiecie przemyskim, bronionej przez oddziały Ludowego Wojska Polskiego w latach 1945–1946 przed atakami UPA wymierzonymi zarówno w polskie formacje uzbrojone, jak i w ludność cywilną. Tablica została jednak wymieniona w godzinach nocnych, a na nowej inskrypcji nazwa Bircza już się nie znalazła. Spotkało się to z ostrą krytyką ze strony władz gminy Bircza oraz środowisk kresowych.
Łącznie na filarach arkad Grobu Nieznanego Żołnierza znajdują się 22 tablice (stan na rok 2019).

### Tablice na Grobie Nieznanego Żołnierza po 1990
| 972–1683 - Cedynia 24 VI 972 - Wołyń nad Bugiem 22 VII 1018 - Głogów sierpień-wrzesień 1109 - Legnica 9 IV 1241 - Płowce 27 IX 1331 - Grunwald 15 VII 1410 - Warna 10 XI 1444 - Orsza 8 IX 1514 - Psków 24 VIII 1581-15 I 1582 - Kircholm 27 IX 1605 - Kłuszyn – Moskwa 4 VII-28 VIII 1610                                   | 972–1683 - Cecora 18-29 IX 1620 - Chocim 2 IX-9 X 1621 / 10-11 XI 1673 - Trzciana 25 VI 1629 - Smoleńsk 18 X 1632-25 II 1634 - Beresteczko 28-30 VI 1651 - Jasna Góra 18 XI-26 XII 1655 - Warszawa 30 V-1 VII, 28-30 VII 1656 - Cudnów 14 IX-3 X 1660 - Lwów 24 VIII 1675 - Wiedeń 12 IX 1683                                                                         | 1768–1863 - Konfederacja barska 29 II 1768-18 VIII 1772 - Zieleńce 18 VI 1792 - Racławice 4 IV 1794 - Warszawa 17 IV-4 XI 1794 - Warszawa 6-8 IX 1831 - Wilno 22 IV-13 VIII 1794 - Maciejowice 10 X 1794 - Trebbia 17-19 VI 1799 - Somosierra 30 XI 1808 - Raszyn 19 IV 1809 - Smoleńsk 17 VIII 1812                                   |
| 1768–1863 - Borodino 5-7 X 1812 - Zamość 24 I-22 XI 1813/14 VII-21 X 1831 - Lipsk 16-19 X 1813 - Arcis sur Aube 19 III 1814 - Stoczek 14 II 1831 - Grochów 22 II 1831 - Ostrołęka 26 V 1831 - Miłosław 30 IV 1848 - Temesvar 8 VIII 1849 - Noc styczniowa 22/23 I 1863                                                       | - Syberia od 1768 - Cytadela Warszawa 1833–1915 - Łukiszki 1861–1864, 1940–1945 - Poznań VII Fort 1939–1945 - Pawiak – Al. Szucha 1939–1944 - Montelupich – Brygidki – Zamek Lubelski 1939–1945 - Łubianka – Butyrki 1939–1945 - Katyń – Charków – Miednoje 1940 - Ciepielów 9 IX 1939 - Osuchy 25-26 VI 1944 - Podgaje 31 I 1945                                     | 1863–1921 - Małogoszcz 24 II 1863 - Ginietynie 21 IV 1863 - Horki 17-25 V 1863 - Miropol 17 V 1863 - Żyrzyn 8 VIII 1863 - Iłża 17 I 1864 - Powstanie bajkalskie czerwiec 1866 - Akcje Zbrojne 1904-1908 - Poznań-Ławica 28 XII 1918-6 I 1919 - Rawicz 9 II 1919                                                                        |
| 1863–1921 - Cieszyn – Skoczów 23-26 I 1919 - Ostrołęka 5 VIII 1920 - Zadwórze 17 VIII 1920 - Dęblin – Mińsk Mazowiecki 16-18 VIII 1920 - Cyców 16 VIII 1920 - Białystok 22 i 30 VIII 1920 - Sejny 2-10 i 22 IX 1920 - Mińsk Litewski 15 X 1920 - Bytom 16 VIII 1919 - Katowice 19 VIII 1920 - Góra Świętej Anny 21-27 V 1921 | 1914–1918 - Laski-Anielin 21-24 X 1914 - Mołotków 29 X 1914 - Krzywopłoty 14 XI 1914 - Łowczówek 24 XII 1914 - Arras 9 V 1915 - Konary 16-22 V 1915 - Pakosław 19-20 V 1915 - Rokitna 13 VI 1915 - Tarłów 30 VI-2 VII 1915 - Kosciuchnówka 4 XI 1915 i 4-6 VII 1916                                                                                                   | 1914–1918 - Krechowce 24 VII 1917 - Bobrujsk 2 II-11 III 1918 - Kaniów 11 V 1918 - Murmań 1918 - Syberia 1918–1920 - Kubań – Odessa 1918–1919 - St. Hilaire Le Garde koło Reims 25 VII 1918 - Powstanie wielkopolskie - Powstania górnośląskie                                                                                         |
| 1918–1920 - Lwów listopad 1918-marzec 1919 - Lida 16 IV 1919-28 IX 1920 - Wilno 19 IV 1919-9 X 1920 - Dyneburg 3 I 1920 - Kijów 7 V-11 VI 1920 - Borodzianka 11-13 VI 1920 - Chorupań pod Dubnem 19 VII 1920 - Nastasów pod Tarnopolem 31 VII-6 VIII 1920 - Radzymin – Ossów 13-15 VIII 1920                                 | 1918–1920 - Borkowo pod Nasielskiem 14-15 VIII 1920 - Sarnowa Góra pod Ciechanowem 16-20 VIII 1920 - Przasnysz 21-22 VIII 1920 - Komarów – Hrubieszów 30 VIII-1 IX 1920 - Kobryń 14-15 IX 1920 - Dytiatyń 16 IX 1920 - Brzostowica 20 IX 1920 - Grodno-Obuchowo 20-25 IX 1920 - Krwawy Bór pod Papiernią 27-28 IX 1920                                                | 1939–1945 - Westerplatte – Oksywie – Hel 1 IX-2 X 1939 - Krojanty 1 IX 1939 - Bory Tucholskie 1-3 IX 1939 - Mława 1-3 IX 1939 - Mokra 1-2 IX 1939 - Obrona Śląska 1-5 IX 1939 - Piotrków – Tomaszów Mazowiecki 5-7 IX 1939 - Iłża 8 IX 1939 - Wizna 8-10 IX 1939                                                                       |
| 1939–1945 - Warszawa – Modlin 8-29 IX 1939 - Bzura 9-22 IX 1939 - Kałuszyn 11-12 IX 1939 - Lwów 12-22 IX 1939-22-26 VII 1944 - Boratycze 14 IX 1939 - Tomaszów Lubelski 17-27 IX 1939 - Obrona Granicy Wschodniej RP 17 IX-1 X 1939 - Grodno 20-22 IX 1939 - Szack – Wytyczno 28 IX-1 X 1939 - Kock 2-5 X 1939               | 1939–1945 - Akcje Podziemia 1939–1945 - Góry Świętokrzyskie 1939–1945 - Narvik 12 V-6 VI 1940 - Lagarde 17-18 VI 1940 - Clos du Doubs 18-19 VI 1940 - Tobruk 22 VIII-10 XII 1941 - Zamojszczyzna 30 XII 1942-5 II 1943 - Getto warszawskie 19 IV-16 V 1943 - Lenino 12-13 X 1943 - Kowel-Włodzimierz Wołyński 19 I-21 V 1944                                          | 1939–1945 - Monte Cassino 11-25 V 1944 - Lasy Janowskie – Puszcza Solska 9-25 VI 1944 - Operacja „Burza” czerwiec-wrzesień 1944 - Wilno 7-13 VII 1944 - Ancona 17-18 VII 1944 - Wisła-Praga 29 VII-2 X 1944 - Powstanie warszawskie 1 VIII-2 X 1944 - Falaise – Chambois 8-21 VIII 1944 - Surkonty 21 VIII 1944 - Arnhem 18-25 IX 1944 |
| 1939–1945 - Breda 29-30 X 1944 - Wał Pomorski 1-10 II 1945 - Cytadela Poznańska 21-23 II 1945 - Kołobrzeg 8-18 III 1945 - Bolonia 9-21 IV 1945 - Odra 16-20 IV 1945 - Nysa Łużycka 16-19 IV 1945 - Budziszyn 23-28 IV 1945 - Wilhelmshaven 24 IV-5 V 1945 - Berlin 26 IV-2 V 1945                                            | Żołnierze Wyklęci 1945–1963 - Rudniki 6 I 1945 - Rowiny 29 I 1945 - Kuryłówka 7 V 1945 - Las Stocki 24 V 1945 - Obława Augustowska 12-21 VII 1945 - Miodusy Pokrzywne 18 VIII 1945 - Zwoleń 15 VI 1946 - Raczkowszczyzna 12 V 1949 - Majdan Kozic Górnych 21 X 1963                                                                                                   | Żołnierze Wyklęci 1945–1963 - Puławy 24 IV 1945 - Grajewo 8-9 V 1945 - Rembertów 20-21 V 1945 - Kielce 4-5 VIII 1945 - Radom 9 IX 1945 - Radomsko 19-20 IV 1946 - Zamość 8 V 1946 - Włodawa 22 X 1946 - Pułtusk 25 XI 1946 |
| Marynarzom - Oliwa 28 XI 1627 - Czarnobyl 27 IV 1920 - Bałtyk 1 IX-5 X 1939 - Morze Północne 3 IX 1939-8 V 1945 - Atlantyk 9 IX 1939-8 V 1945 - Morze Śródziemne 11 VI 1940-30 XII 1944 - Morze Barentsa 20 VII 1941-10 I 1944 - Zatoka Salerno 8-16 IX 1943 - Inwazja Normandii 6 VI 1944 - Konwoje 1939–1945               | Lotnikom - Lwów 5 XI 1918 - Operacja Warszawska, Bitwy nad Wisłą Operacja Niemeńska nad Niemnem sierpień-wrzesień 1920 - Obrona Polski wrzesień 1939 - Bitwa o Anglię 10 VII-31 X 1940 - Niemcy 24 III 1941-4 V 1945 - Loty do Polski 1941–1945 - Bitwa o Atlantyk 10 V 1942-8 V 1945 - Tunezja 17 III-12 V 1943 - Normandia 6 VI 1944 - Brandenburgia 16 IV-4 V 1945 | Wołyń, Małopolska Wschodnia, Lubelszczyzna 1943–1946 - Huta Stepańska-Wyrka III-VII 1943 - Przebraże III 1943-III 1944 - Pańska Dolina V 1943-III 1944 - Rybcza III 1943-III 1944 - Zasmyki VII 1943-IV 1944 - Jagodzin-Rymacze IX 1943-IV 1944 - Kupiczów XI 1943-III 1944 - Hanaczów XI 1943-V 1944 - Stanisłowka XII 1943-IV 1944   |
| Wołyń, Małopolska Wschodnia, Lubelszczyzna 1943–1946 - Łukowiec Wiszniowski – Łukowiec Żurawski 1943–1945 - Puzów – Stężarzyce 8 II 1944 - Korytnica 12 III 1944 - Biłka Królewska – Biłka Szlachecka III-VI 1944 - Narol 21-22 V 1944 - Posadów – Rzeczyca 2 VI 1944                                                        | | |

## Uroczystości przy Grobie Nieznanego Żołnierza

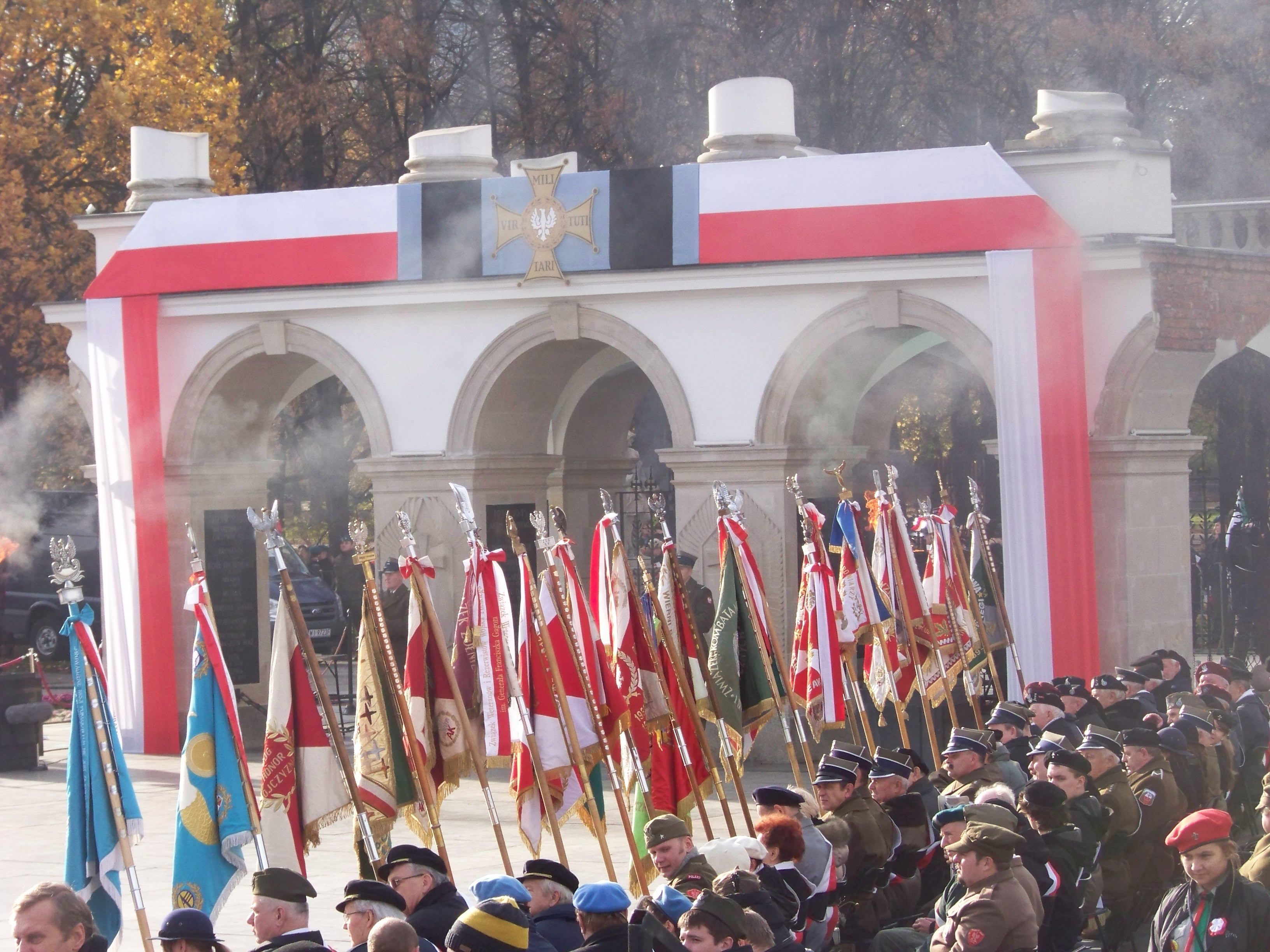
Oprawa Grobu Nieznanego Żołnierza 11 listopada 2012 roku

W dni świąt państwowych 3 maja, 15 sierpnia i 11 listopada przy Grobie Nieznanego Żołnierza odbywa się uroczysta zmiana warty honorowej z udziałem wojsk wszystkich rodzajów. W święta 3 maja i 11 listopada w zmianie warty biorą udział także pododdziały Straży Granicznej i Policji. W uroczystościach biorą udział prezydent Rzeczypospolitej Polskiej, marszałek Sejmu, marszałek Senatu, prezes Rady Ministrów oraz zaproszeni goście.
Ceremoniał składania wieńców (wiązanek kwiatów) na płycie Grobu Nieznanego Żołnierza w ramach ceremoniału wojskowego reguluje decyzja nr 411/MON Ministra Obrony Narodowej z dnia 9 grudnia 2009 roku w sprawie wprowadzenia do użytku służbowego „Ceremoniału Wojskowego Sił Zbrojnych Rzeczypospolitej Polskiej”.
Pododdziały ze sztandarami podczas defilady w takt Warszawianki oddają honory Grobowi Nieznanego Żołnierza, Prezydent składa wieniec w imieniu narodu, a pozostali przedstawiciele najwyższych władz – w imieniu reprezentowanych przez siebie instytucji.
Znaczenie Grobu Nieznanego Żołnierza podkreśla wprowadzony w protokole dyplomatycznym obowiązek odwiedzenia go przez delegacje zagraniczne składające wizyty w Polsce.
Przy Grobie Nieznanego Żołnierza odbywają się także uroczyste przysięgi i ślubowania.

## Posterunek warty honorowej przy Grobie Nieznanego Żołnierza

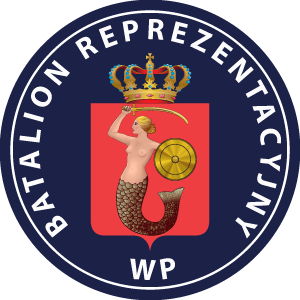
Naszywka naramienna noszona przez żołnierzy Batalionu Reprezentacyjnego Wojska Polskiego

Według stanu na wrzesień 2008 roku wartę honorową na posterunek przy Grobie Nieznanego Żołnierza wystawia Batalion Reprezentacyjny Wojska Polskiego. Warta jest pełniona całodobowo i całorocznie. Na wypadek zagrożenia na ochraniany obiekt żołnierze mają do dyspozycji łączność telefoniczną z dowódcą warty. Grób Nieznanego Żołnierza jest też monitorowany z wykorzystaniem kamery telewizyjnej przez oficera operacyjnego Dowództwa Garnizonu Warszawa.
Głównym zadaniem wartowników jest dbałość o zachowanie godności w bezpośrednim sąsiedztwie Grobu Nieznanego Żołnierza i reagowanie na ewentualne niestosowne zachowania czy profanowanie Grobu Nieznanego Żołnierza. Warta, pomimo tego że jest honorowa, pełniona jest zgodnie z regulaminem służby wartowniczej, a żołnierze pełnią służbę na posterunku z bronią – najnowszym karabinem polskiej konstrukcji MSBS z założonym bagnetem oraz wyposażonym w amunicję. Incydenty pod Grobem Nieznanego Żołnierza nie zdarzają się często.
Warta pełniona jest w mundurach służbowych Wojsk Lądowych. Na posterunku stoi dwóch żołnierzy przez jedną godzinę, po której następują zmiana i trzy godziny odpoczynku, każda zmiana stoi sześć razy. Wartownia zlokalizowana jest w budynku Dowództwa Garnizonu Warszawa przy placu Marszałka Józefa Piłsudskiego.
W czasach zasadniczej służby wojskowej, żołnierze pełniący warty i odchodzący do rezerwy z Batalionu Reprezentacyjnego w ostatnim dniu swojej służby składali wieniec na Grobie Nieznanego Żołnierza. Asystowali przy tym żołnierze młodszego rocznika. Ceremonii tej towarzyszyło symboliczne przekazanie posterunku honorowego.
Pełnienie warty na tym posterunku to dla żołnierzy zaszczyt i wyróżnienie.

## Grób Nieznanego Żołnierza w ikonografii
3 listopada 2008 roku Narodowy Bank Polski, z okazji 90. rocznicy odzyskania niepodległości, wyemitował złote monety o nominałach 200 zł i 50 zł ze stylizowanym wizerunkiem Grobu Nieznanego Żołnierza w Warszawie. Natomiast z okazji 100. rocznicy odzyskania niepodległości, 14 sierpnia 2018 roku NBP wyemitował srebrną monetę kolekcjonerską o nominale 10 zł, na awersie której widać między innymi kolumny i sklepienie Grobu Nieznanego Żołnierza w Warszawie. Monetę zaprojektował Robert Kotowicz.